# Ordre de Saint-Benoît
Pour les articles homonymes, voir Saint-Benoît, OSB et Bénédictin (homonymie).

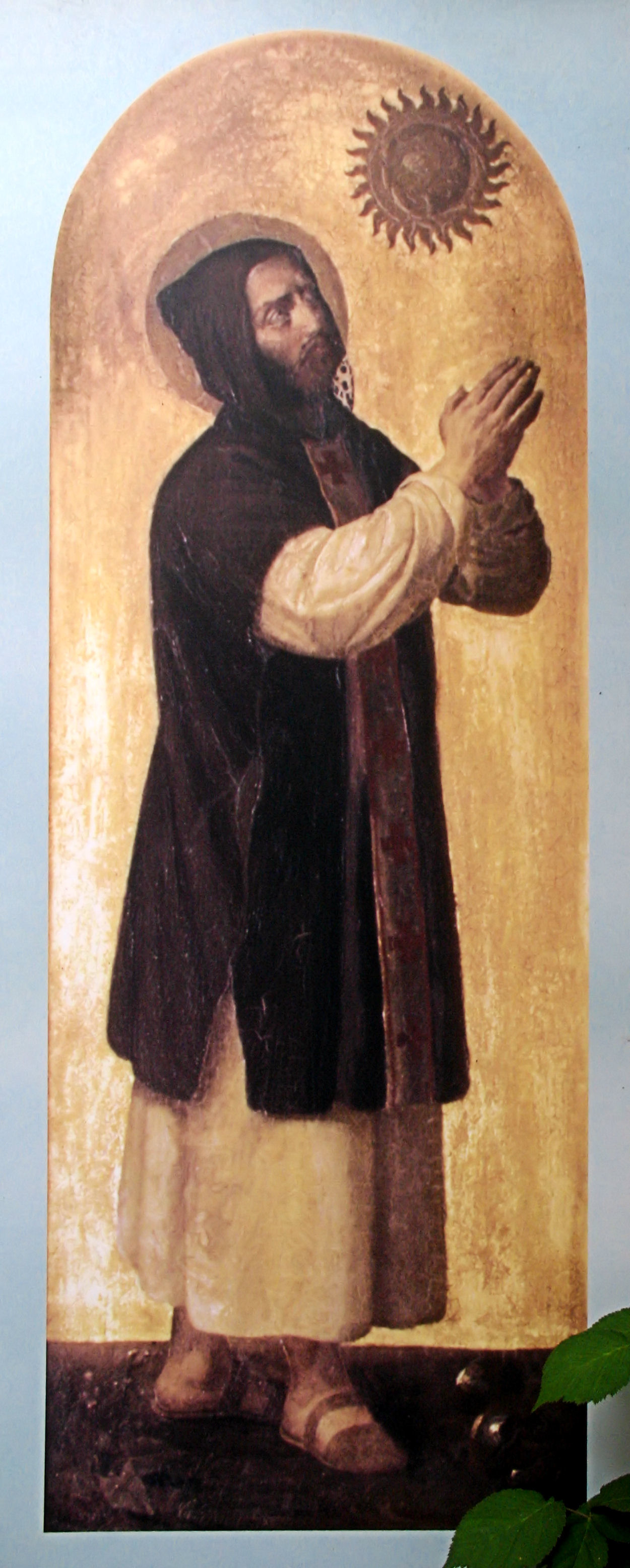
Saint Benoît.

L'ordre de Saint-Benoît, plus connu sous le nom d'ordre des Bénédictins, est une fédération de monastères occupés par des moines ou des moniales, les Bénédictins ou Bénédictines y suivant la règle de saint Benoît résumée par la maxime « Ora et labora » (« prie et travaille »). Cet ordre monastique fondé vers 529 par saint Benoît de Nursie, considéré traditionnellement comme le plus ancien de l'Église catholique, regroupe des organisations monastiques plus ou moins autonomes qui ont marqué profondément le monde occidental par leur contribution essentielle dans l'économie, la culture et la liturgie de l'Europe médiévale.
Ce n'est pas le plus ancien ordre de l'Occident chrétien car la règle des moines de saint Augustin, celle introduite par saint Martin pour la fondation de l'abbaye Saint-Martin de Ligugé, celle introduite par Jean Cassien pour l'abbaye Saint-Victor de Marseille et la laus perennis introduite en 515 à l'abbaye de Saint-Maurice d'Agaune sont antérieures à sa fondation, mais c'est celui qui a connu le plus large succès.
Le monachisme bénédictin connaît un premier apogée avec le rayonnement de l'ordre de Cluny puis celui de Cîteaux. Les nombreuses difficultés qui affectent les ordres monastiques dès la fin du XIIIe siècle suscitent de lentes réformes monastiques qui débutent au XVe siècle avec la création d'une nouvelle institution bénédictine, la congrégation.
Après plusieurs périodes de fort déclin, notamment la défection pendant la Réforme protestante et la suppression des congrégations par la Révolution, le monachisme bénédictin connaît une phase de reconstruction au XIXe siècle et est entièrement réorganisé en 1893 par le pape Léon XIII à l'origine de la création de la Confédération bénédictine.

## Présentation de l'ordre

### But
D'après le 265e pape, Benoît XVI, saint Benoît « indiqua à ses disciples comme objectif fondamental et même unique de l'existence, la recherche de Dieu ». Ce dernier étant considéré comme universel et éternel, cette quête implique l'ordre dans les tâches : évangélisation et défrichement de l'Europe, conservation et transmission de la culture classique au Moyen Âge, collation et traduction des œuvres des Pères de l'Église à partir du XVIIe siècle, éducation, etc. Au moins par deux fois, la règle du fondateur suggère même que les activités des moines ne les obligent pas à délaisser leur monastère :

« Le monastère doit, autant que possible, être disposé de telle sorte que l'on y trouve tout le nécessaire : de l'eau, un moulin, un jardin et des ateliers pour qu'on puisse pratiquer les divers métiers à l'intérieur de la clôture. De telle sorte que les moines n'auront pas besoin de se disperser au-dehors, ce qui n'est pas du tout avantageux pour leurs âmes. »

### Règle bénédictine
Écrite au VIe siècle, la règle de saint Benoît connaît rapidement un certain succès, peut-être grâce à sa modération par rapport aux autres règles monastiques existant à l'époque. En 817, elle est imposée à tous les monastères de l'Empire carolingien, d'où le surnom de Père des moines d'Occident donné à saint Benoît.
Certains affirment que la devise Ora et labora (« prie et travaille ») synthétise la vie de l'ordre, bien qu'elle ne figure pas dans la règle. En tous cas, cette règle propose un équilibre entre prière et travail (le refus de l'oisiveté est central et le travail manuel est valorisé), prière personnelle et prière communautaire, gouvernement par l'abbé et participation des frères, obéissance et responsabilité de chacun.

### Organisation d'ensemble
Au IVe concile de Latran en 1215, le mot « bénédictin » apparut pour désigner les moines qui n'appartenaient à aucun ordre centralisé, par opposition aux cisterciens, qui suivent également la règle de saint Benoît, mais dont l'Ordre est assez fortement centralisé.
Néanmoins le pape Léon XIII a institué en 1893 une confédération bénédictine, union fraternelle des congrégations de moines qui vivaient sous la règle de saint Benoît (hors cisterciens et camaldules), restant sauve l’autonomie des congrégations et des monastères.

### Habillement

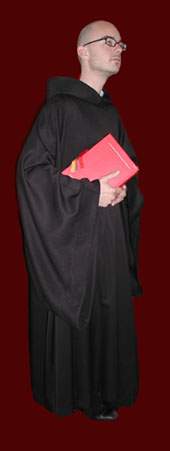
Un moine bénédictin en coule.

L'habit des bénédictins est en général noir (ils sont souvent appelés les « frères noirs » ou encore « moines noirs », jusqu'à l'appellation de bénédictins qui apparaît pour la première fois dans la bulle Summi magistri dignatis du 20 juin 1336 du pape Benoît XII). Les bénédictins olivétains, qui ont choisi de porter un vêtement blanc, constituent une exception à cette règle (et les moines de cet ordre sont parfois appelés « bénédictins blancs » pour cette raison). Par ailleurs, l'ordre apparenté des cisterciens a opté pour une robe blanche, ce pourquoi ils sont parfois appelés les « moines blancs » (mais ils n'appartiennent pas canoniquement à l'ordre de saint Benoît, même s'ils en suivent la règle).
Les bénédictins portent une coule noire à capuchon, et une ceinture noire autour de la taille. Le scapulaire (noir ou plus rarement blanc), habit monastique par excellence, est porté par les profès solennels lors des offices et principaux actes de la vie communautaire. En plus du fait qu'ils ne portent pas encore le scapulaire, les novices sont identifiables grâce à leur coule : celle-ci est plus courte que ceux des moines ayant achevé le noviciat ; chez les moniales, novices et jeunes professes portent souvent un voile blanc.
L'usage de se raser la tête s'est généralement maintenu à travers les siècles, avec des variantes (par exemple « couronne monastique » avant la Révolution et dans la congrégation de Subiaco avant le concile Vatican II (1962), ou « tonsure cléricale » seule dans la congrégation de Solesmes).

### Missions
Aujourd'hui, les bénédictins, en plus de leur vie monastique de contemplation et de célébration de la liturgie, sont engagés dans diverses activités, notamment l'éducation, l'engagement missionnaire et les travaux érudits.

### Particularités des Bénédictines

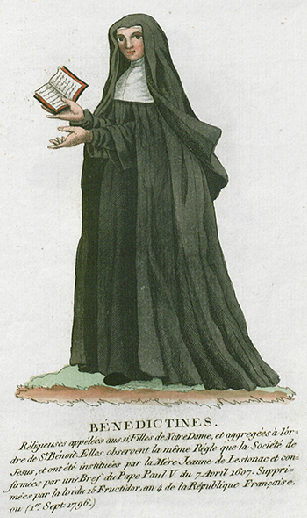
Bénédictines.

Il existe des religieuses bénédictines. Ce sont des moniales qui suivent la règle de saint Benoît. Elles auraient été instituées au VIe siècle par sainte Scolastique, sœur de saint Benoît. Leur habit est le même que celui des moines de même congrégation sauf qu'elles portent un voile à la place du capuchon. C'est à cet ordre qu'appartenaient les oblates instituées par sainte Françoise.
La congrégation des bénédictines de l'Adoration perpétuelle du Très Saint Sacrement a été fondée à la fin du XVIIe siècle par la Mère Mechtilde du Très-Saint-Sacrement.

## Historique
Le premier monastère est établi au mont Cassin vers 529 par Benoît de Nursie qui y élabore sa règle. Les monastères bénédictins se répandent alors dans toute l'Europe et donnent naissance à plusieurs congrégations devenues célèbres, bien que les premiers carolingiens aient corrélé leur intérêt du monachisme à leur propre volonté de pouvoir et d'expansion territoriale. Ainsi, dans les dernières années du règne de Charlemagne un net relâchement s'instaure dans de nombreux monastères. En 817, l'empereur Louis le Pieux sur les conseils de Benoît d'Aniane tente de réformer l'institution monastique, instituant une observance uniforme dans l'ensemble des monastères et l'élection libre de l'abbé, éléments essentiels dans le développement de l'ordre bénédictin en Europe, donnant le véritable essor de la règle de saint Benoît. Les deux synodes tenus à Aix-la-Chapelle en août-septembre 816 et 10 juillet 817, par l'empereur Louis le Pieux et la publication du « capitulaire monachorum », permettent à Benoît d'Aniane de faire appliquer cette règle dans plus de vingt monastères en Aquitaine et au-delà. Par la suite, la mort de Benoît d'Aniane en 821, la dislocation de l'empire carolingien et les invasions réduisent pratiquement à néant les résultats acquis. De la fin du IXe au début du Xe siècle, la vie bénédictine connaît un net déclin, aggravé par l'habitude prise par les souverains de disposer de leurs fondations religieuses comme ils pratiquaient avec les biens fiscaux, à savoir qu'un abbé laïc prenne possession d'une enclave ecclésiastique et y réside avec femmes, enfants et sa suite, rendant la vie de clôture impossible.
Le monachisme bénédictin connaît une première vague de renouvellement avec le rayonnement de l'ordre de Cluny au Xe siècle puis celui de Cîteaux au XIIe siècle, ces deux ordres introduisant une rupture fondamentale avec la tradition bénédictine par leur ouverture aux catégories sociales inférieures grâce au statut de convers (simples laïcs vivant aux côtés des moines de chœur) chargés des travaux agricoles et manuels, et des affaires séculières d'un monastère. D'autres mouvements réformateurs donnent naissance à de nouveaux ordres issus du vieux tronc bénédictin (camaldules, chartreux, célestins, Sylvestrins, olivétains…). Ayant acquis une puissance importante grâce à ses domaines et ses couvents, l'ordre bénédictin atteint son apogée vers la fin du XIIe siècle, possédant alors en France environ 2 000 abbayes et 20 000 prieurés, et en Europe 100 000 monastères. Confronté au nombreuses difficultés qui affectent les ordres monastiques dès la fin du XIIIe siècle, l'ordre connaît une certaine désorganisation (avec notamment le régime de la commende) et un relâchement. De lentes réformes monastiques sont engagées au XVe siècle avec la création d'une nouvelle institution bénédictine, la congrégation. Il s'agit d'une fédération qui regroupe des monastères autonomes et qui est nommée d'après son fondateur, son pays d'origine ou son saint patron, et qui permet de leur donner un pouvoir unifié. Ces réformes ne deviennent efficaces qu'au XVIIe siècle, avec notamment la fondation de la congrégation de Saint-Vanne en 1604, de la congrégation de Saint-Maur en 1618, des Bénédictines de Notre-Dame du Calvaire en 1621 et des Bénédictines de l'Adoration perpétuelle en 1653. Ce nouvel essor permet aux effectifs bénédictins de s'élever à 150 000 membres sur les 300 000 religieux que totalisent tous les ordres monastiques au milieu du XVIIIe siècle.
Le 13 février 1790, l'Assemblée constituante française décide l'abolition des vœux monastiques et la suppression des ordres et congrégations régulières. Certains bénédictins français retournent à la vie civile (devenant parfois même maires, responsables de bibliothèques municipales), d'autres s'exilent. Si la Révolution française démantèle l'ordre bénédictin et le monachisme, le XIXe siècle est marqué par un grand mouvement de renaissance en France avec Dom Prosper Guéranger qui restaure l'ordre bénédictin en 1833 à l'abbaye de Solesmes, et Jean-Baptiste Muard qui fonde l'abbaye de la Pierre-Qui-Vire en 1850. Les lois de 1901, 1904 et 1905 portent un coup à cette renaissance, les congrégations acceptant de se soumettre à l'autorité de l'évêque ordinaire ou les bénédictins choisissant l'exil, la dispersion. La situation d'exil a pu conduire à la fixation dans le lieu où les congrégations se sont exilées ou à leur retour pur et simple quelques décennies plus tard.
Au cours de la première moitié du XIXe siècle, on assiste à une restauration de l'ordre bénédictin qui bénéficie de la recharge sacrale. En 1893, toutes les abbayes et maisons bénédictines autonomes s'unifient dans la confédération bénédictine formée par le bref apostolique Summum semper du pape Léon XIII.
En 2005, on dénombre dans le monde environ 8 000 bénédictins répartis dans 435 monastères ou prieurés formant 21 congrégations, 16 000 moniales et sœurs dans 840 abbayes ou maisons formant 61 congrégations.

## Extension en Europe

### En France

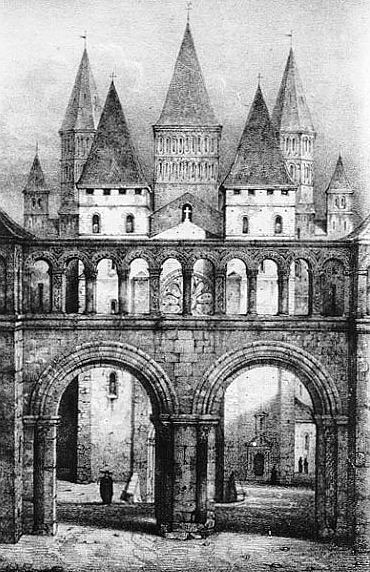
Entrée de l'abbaye de Cluny.

Les plus anciennes abbayes bénédictines sont celles de : Ligugé et Marmoutier (Tours) respectivement fondés par saint Martin de Tours en 361 et en 372, Landévennec fondée par saint Guénolé vers 485, Saint-Germain-des-Prés fondée par Childebert Ier vers 540, Luxeuil fondé par saint Colomban en 590, Marmoutier (Alsace) fondé vers 589 par saint Léobard, Solignac fondé par saint Éloi vers 638.[réf. souhaitée].  En Normandie, l'abbaye de Saint-Wandrille est fondée à Fontenelle en 649, suivie de nombreuses autres à l'initiative des ducs de Normandie ou de leurs compagnons. Brantôme fondée par Charlemagne en 769, Cluny formée vers 910. Des extensions sont existantes dans toute l'Europe…
La congrégation de Saint-Vanne et Saint-Hydulphe est formée à Verdun en Lorraine en 1604. Celle de Saint-Maur est constituée en 1621 ; d'autres congrégations notables en France ont créées (Feuillants, Camaldules, Célestins, etc.). Toutes sont supprimées en 1790 par l'Assemblée constituante.
En 1833, quelques religieux réunis à Solesmes en Sarthe, sous la direction de Dom Guéranger, relèvent l'ordre des Bénédictins. Ils fondent la congrégation de Solesmes en 1837. En 1850, la Pierre-qui-Vire est fondée par Jean-Baptiste Muard, et s'agrège à la congrégation de Subiaco en 1859.
Aujourd'hui, les principales congrégations bénédictines présentes en France sont : la congrégation de Solesmes (abbaye de Solesmes, Kergonan, Ligugé, Fontgombault, Triors, Wisques, Randol, etc.), la congrégation de Subiaco (la Pierre-qui-Vire, En-Calcat, Dourgne, Saint-Benoît-sur-Loire, Landévennec, Belloc, Tournay, etc.), la congrégation du Mont-Olivet (Notre-Dame du Bec, et Maylis), et la congrégation Notre-Dame d'Espérance (Croixault, la Grainetière, etc.). Flavigny, le Barroux, et leurs fondations respectives, n'appartiennent pas à des congrégations.

### Dans l'Empire ottoman
Les bénédictins prirent le monastère Sainte-Marie-de-la-Miséricorde à Galata (Constantinople), en 1427 sous la direction de Dom Nicolas Meynet, et le renommèrent abbaye Saint-Benoît. Ce monastère et sa chapelle sont placés sous la protection de l’ambassade de France auprès de la Sublime Porte en 1540, après la demande du roi François Ier et l’autorisation du sultan Soliman le Magnifique, François Ier utilise le prétexte de la protection des chrétiens des terres ottomanes pour conclure une alliance avec la puissance musulmane, au travers d'accords intitulés « Capitulations de l'Empire ottoman ». Des capitulations qui réglaient le statut des étrangers dans l'Empire ottomans furent établies vers 1535-1536 entre le sultan Soliman le Magnifique et le roi de France François Ier. Grâce à ce statut privilégié, les bénédictins devinrent les protecteurs des populations catholiques de l’Empire ottoman. Cette institution existe toujours, sous la forme du lycée Saint-Benoît.

### Dans les pays germaniques

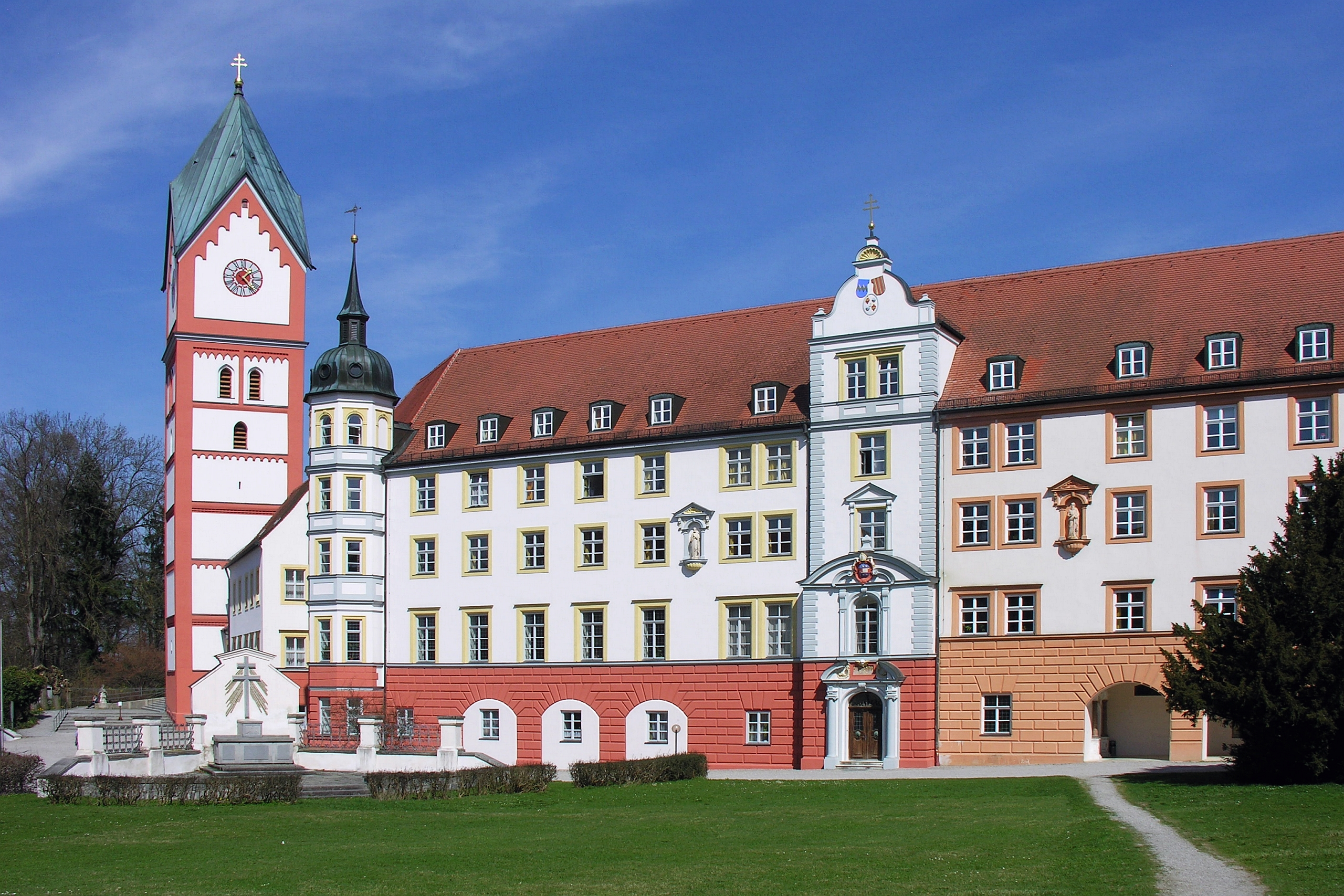
L'abbaye de Scheyern.

Les plus célèbres abbayes sont celles de Prüm, Ratisbonne, Fulda, Ellwangen, Salzbourg, Reichenau, Beuron, Hirsau, Metten, Scheyern, Ettal, Ottobeuren, Einsiedeln, Admont, Melk…

### En Angleterre
Les plus célèbres monastères bénédictins se trouvent à Cantorbéry, York, Westminster, Saint-Albans.

## Situation actuelle

### Dénombrement
Actuellement, la confédération bénédictine est composée de 22 congrégations masculines comptant un total de 8 694 moines en 1995 et de 61 congrégations et fédérations de moniales et sœurs (au nombre de 16 000) O.S.B., réparties dans 840 abbayes et autres monastères féminins.
La confédération bénédictine est présidée par un abbé-primat, qui est en même temps abbé du collège bénédictin Saint-Anselme à Rome, et à qui il revient de traiter les affaires concernant la confédération.
Les abbés de monastères groupés en congrégation appartenant à la confédération se réunissent à Rome tous les quatre ans en congrès.
Les monastères de moniales, sœurs et oblates régulières peuvent être agrégés à la confédération bénédictine.

### Vingt-deux congrégations bénédictines masculines
1. Congrégation américano-cassinaise ;
2. Congrégation de l'Annonciation ;
3. Congrégation bénédictine anglaise ;
4. Congrégation bénédictine d'Autriche ;
5. Congrégation bénédictine de Bavière ;
6. Congrégation de Beuron ;
7. Congrégation bénédictine brésilienne ;
8. Congrégation camaldule ;
9. Congrégation cassinaise (saint Benoît avait fondé sa seconde abbaye au mont Cassin en 529) ;
10. Congrégation de Cono-Sur ;
11. Congrégation helvéto-américaine ;
12. Congrégation bénédictine hongroise ;
13. congrégation du Mont-Olivet ;
14. Congrégation bénédictine néerlandaise ;
15. Congrégation Notre-Dame d'Espérance ;
16. Congrégation ottilienne ;
17. Congrégation Silvestrine ;
18. Congrégation slave ;
19. Congrégation de Solesmes (congrégation de France) ;
20. Congrégation de Subiaco Mont-Cassin (lieu de la première abbaye, Subiaco, fondée par saint Benoît vers l'an 500) ;
21. Congrégation bénédictine de Suisse ;
22. Congrégation de Vallombreuse.

Au XIIe siècle, à l'abbaye de Cîteaux (Bourgogne), les Cisterciens fondent un ordre à part pour être davantage fidèles à la règle de saint Benoît.

## Statistiques
statistique des Grans Monasteres Masculins OSB.

### 2015
| Congr.                | Sacerdos | Fratres | Total |
| --------------------- | -------- | ------- | ----- |
| Americano-Cassinensis | 456      | 259     | 715   |
| Subiaco-Cassinensis   | 536      | 704     | 1240  |
| Ottiliensis           | 338      | 588     | 926   |
| Solesmes              | 386      | 219     | 605   |

### 2005
| Congr.                | Sacerdos | Fratres | Total |
| --------------------- | -------- | ------- | ----- |
| Americano-Cassinensis | 602      | 298     | 900   |
| Subiaco-Cassinensis   | 588      | 572     | 1160  |
| Ottiliensis           | 350      | 641     | 991   |
| Solesmes              | 399      | 228     | 627   |

### 2000
| Congreg.              | Sacerdos | Fratres | Total |
| --------------------- | -------- | ------- | ----- |
| Americano-Cassinensis | 711      | 306     | 1017  |
| Subiaco-Cassinensis   | 627      | 528     | 1155  |
| Ottiliensis           | 353      | 670     | 1023  |
| Solesmes              | 439      | 223     | 662   |

## Liste des monastères de l'ordre

### Allemagne

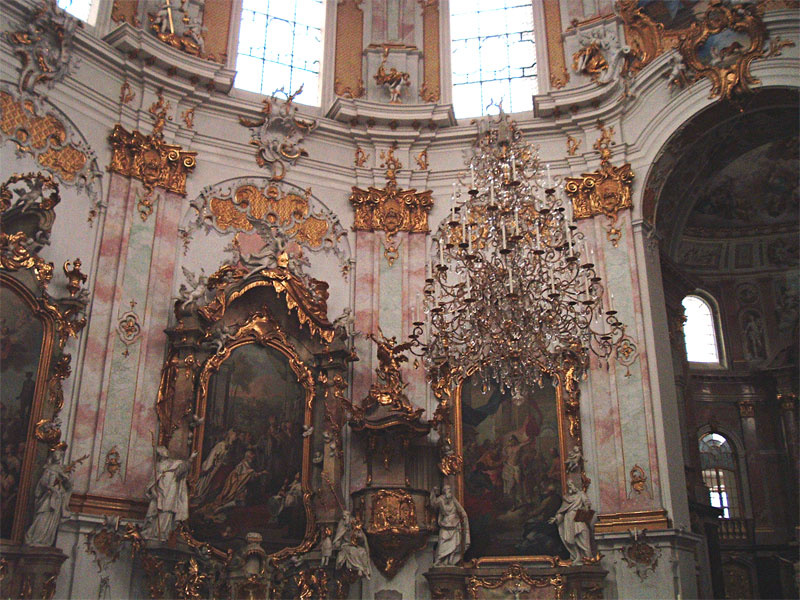
Intérieur de l'église abbatiale d'Ettal.

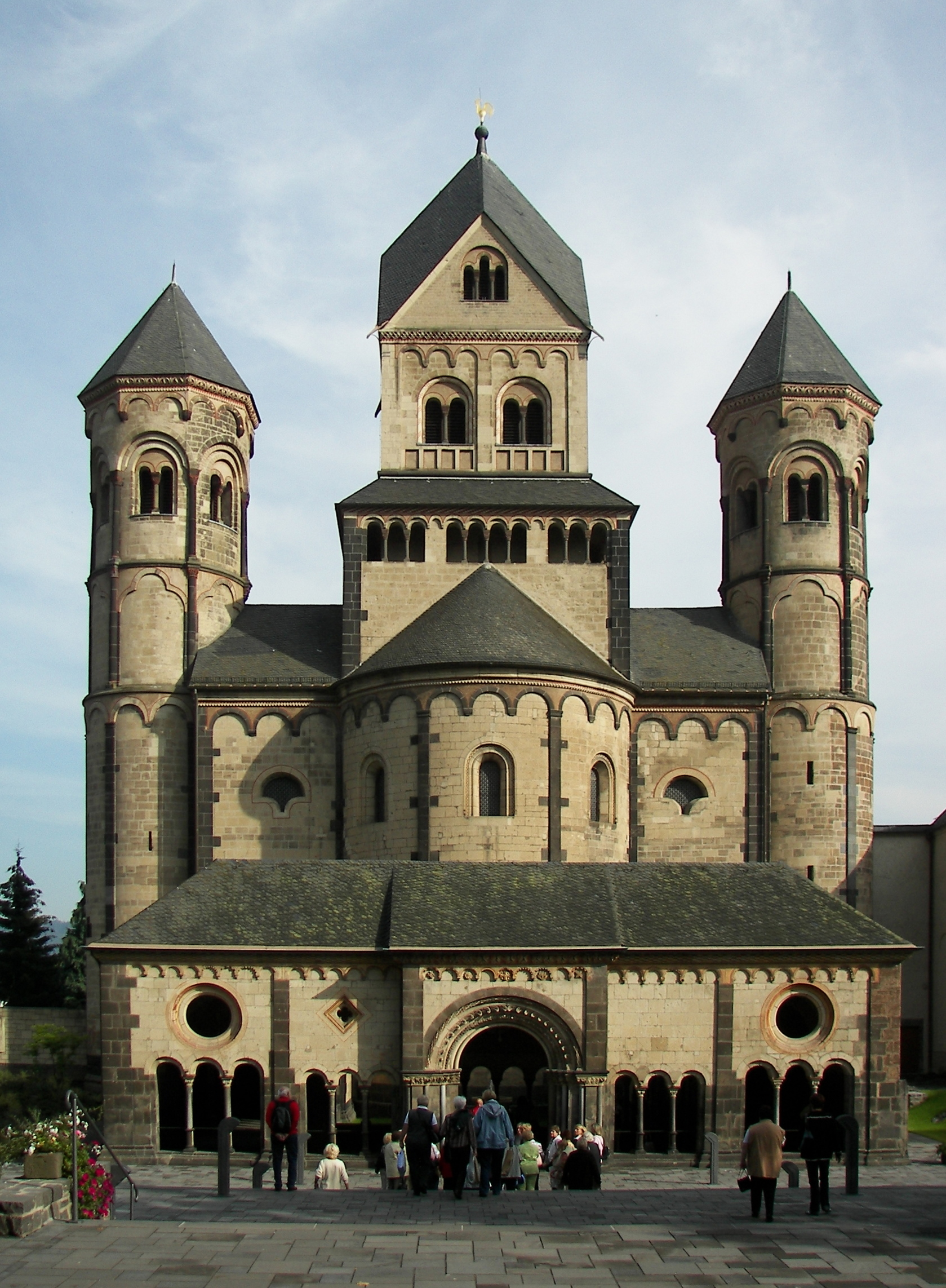
Abbaye romane de Maria Laach.

#### Bénédictins
- Prieuré d'Andechs (Bavière) ;
- Abbaye d'Anhausen an der Brenz (Bade-Wurtemberg), ancienne abbaye, de 1125 à 1536, de 1548 à 1558 et de 1630 à 1648 ;
- Abbaye d'Augsbourg ;
- Abbaye de Beuron (Bade-Wurtemberg) ;
- Abbaye de Breitenau, ancienne abbaye (transformée en prison puis en établissement hospitalier psychiatrique) ;
- Abbaye de Biburg (Bavière) ;
- Abbaye d'Ettal (Bavière) ;
- Abbaye de Gerleve (Westphalie) ;
- Abbaye de Grüssau-Wimpfen (Bade-Wurtemberg), n'abrite plus de bénédictins (transformée en maison de repos appartenant à la congrégation) ;
- Abbaye de Maria Laach (Rhénanie-Palatinat) ;
- Abbaye de Metten (Bavière) ;
- Abbaye Saint-Boniface de Munich ; ;
- Abbaye de Münsterschwarzach (Bavière) ;
- Abbaye de Neresheim (Bade-Wurtemberg) ;
- Abbaye de Neuburg (Bade-Wurtemberg) ;
- Abbaye de Niederaltaich (Bavière) ;
- Prieuré de Nütschau (Schleswig-Holstein) ;
- Abbaye d'Ottobeuren (Bavière) ;
- Abbaye de Plankstetten ;
- Abbaye de Reichenau ;
- Abbaye de Rohr (Bavière) ;
- Abbaye de Sainte-Odile (Sankt Ottilien) (Bavière) ;
- Abbaye de Schäftlarn (Bavière) ;
- Abbaye de Scheyern (Bavière) ;
- Abbaye de Tholey (Sarre) ;
- Prieuré de Wechselburg (Saxe) ;
- Abbaye de Weingarten (Bade-Wurtemberg) ;

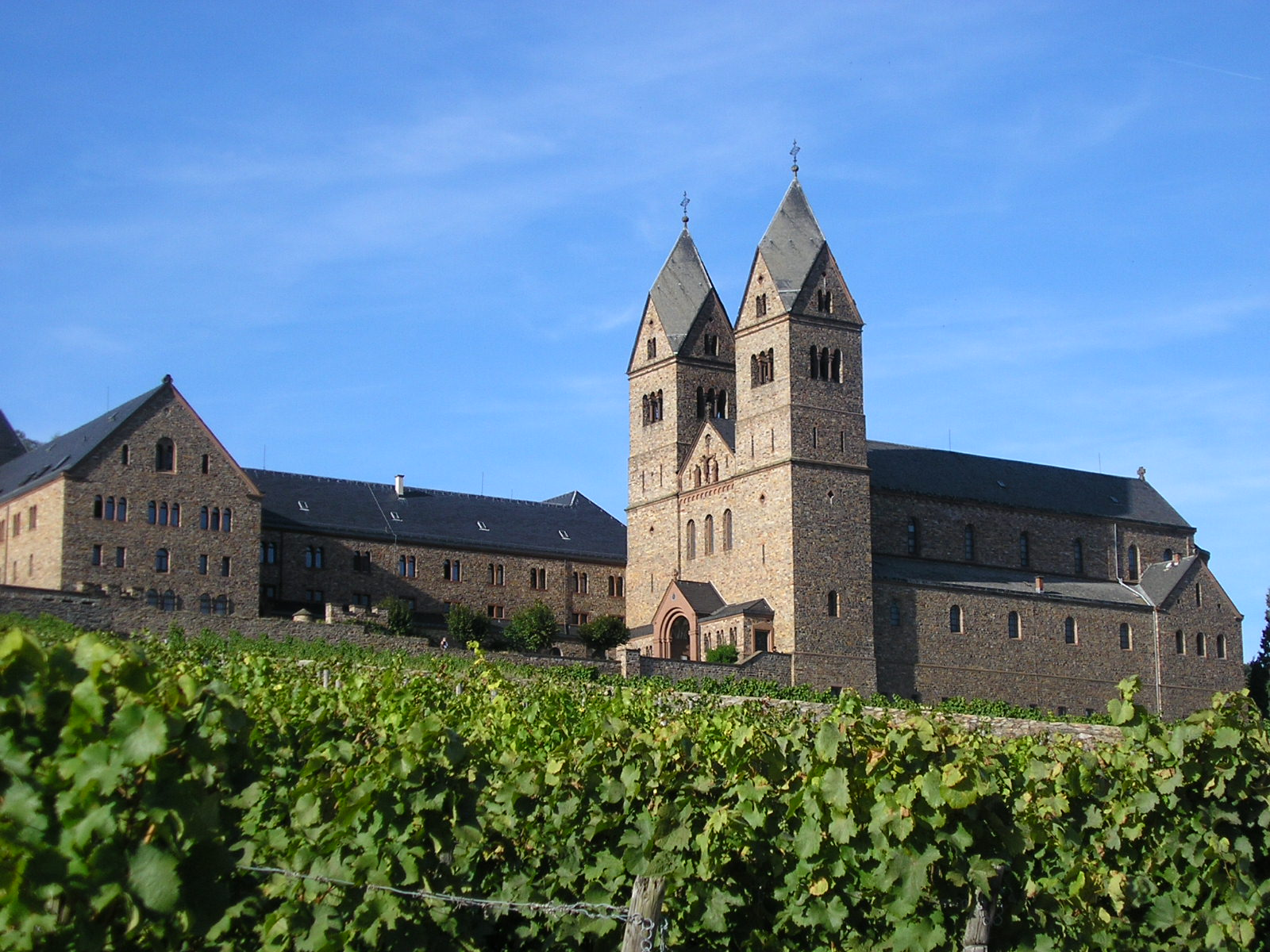
Abbaye Sainte-Hildegarde d'Eibingen.

- Abbaye de Weltenbourg (Bavière).

#### Bénédictines
- Abbaye Sainte-Hildegarde d'Eibingen (Hesse) ;
- Abbaye d'Engelthal (Hesse) ;
- Abbaye Sainte-Marie de Fulda (Hesse) ;
- Abbaye de Herstelle (dans le Weserbergland) ;
- Abbaye Sainte-Érentrude de Kellenried ;
- Prieuré de Marienrode (Basse-Saxe) ;
- Abbaye de Varensell (Westphalie) ;
- Abbaye Sainte-Gertrude (Brandebourg).

### Autriche
- Abbaye d'Admont ;
- Abbaye d'Altenburg ;
- Abbaye de Fiecht ;
- Abbaye de Göttweig ;
- Abbaye de Melk ;
- Abbaye Notre-Dame-aux-Écossais (Vienne) ;
- Abbaye Saint-Paul du Lavanttal ;
- Abbaye Saint-Pierre de Salzbourg.

### Belgique

Huit édifices de l'ordre bénédictin en Belgique
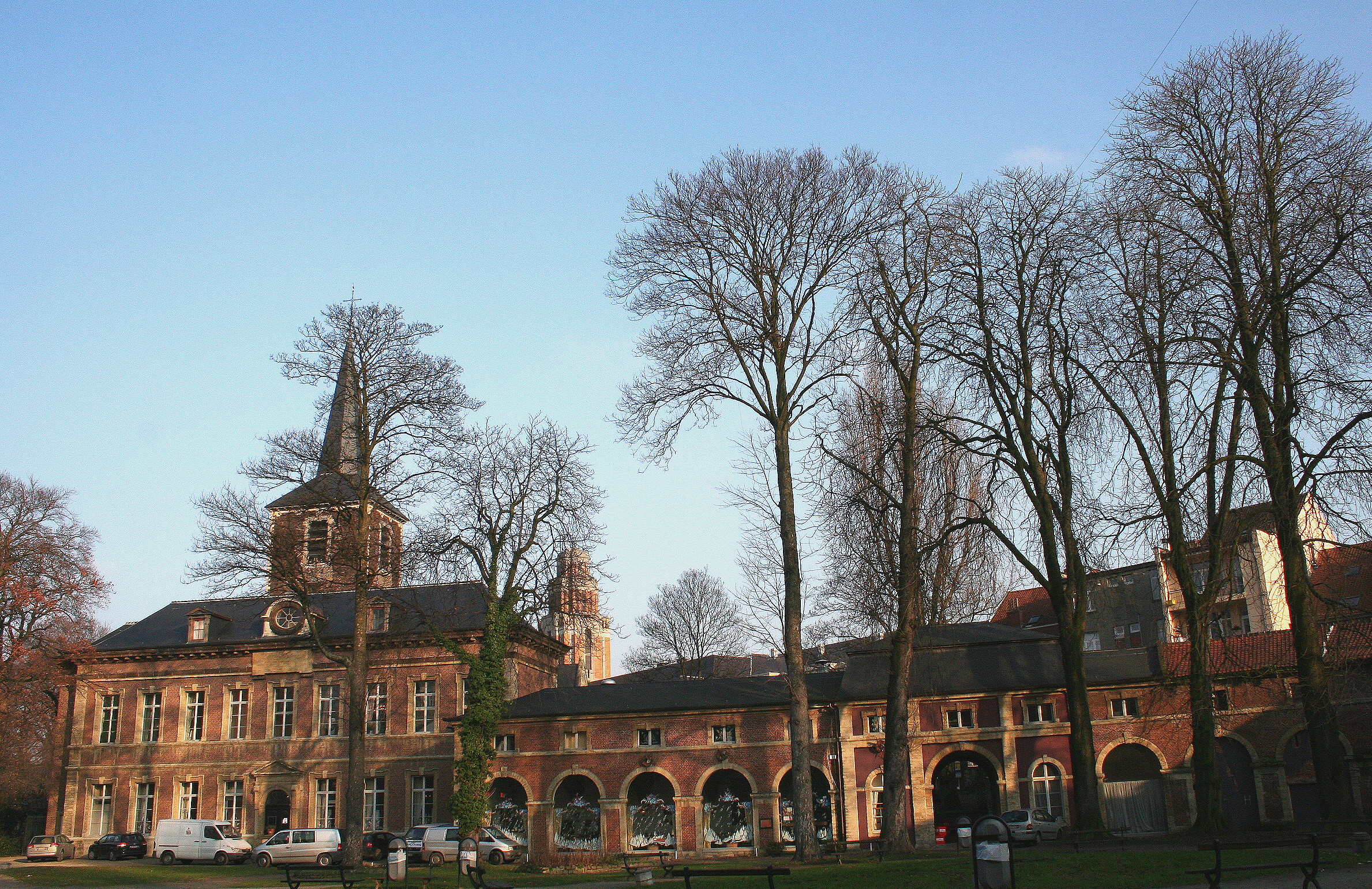
Le bâtiment des hôtes de l'ancienne abbaye de Forest en 2006, située à Forest dans la région de Bruxelles-Capitale, avec derrière le clocher de l'église Saint-Denis.
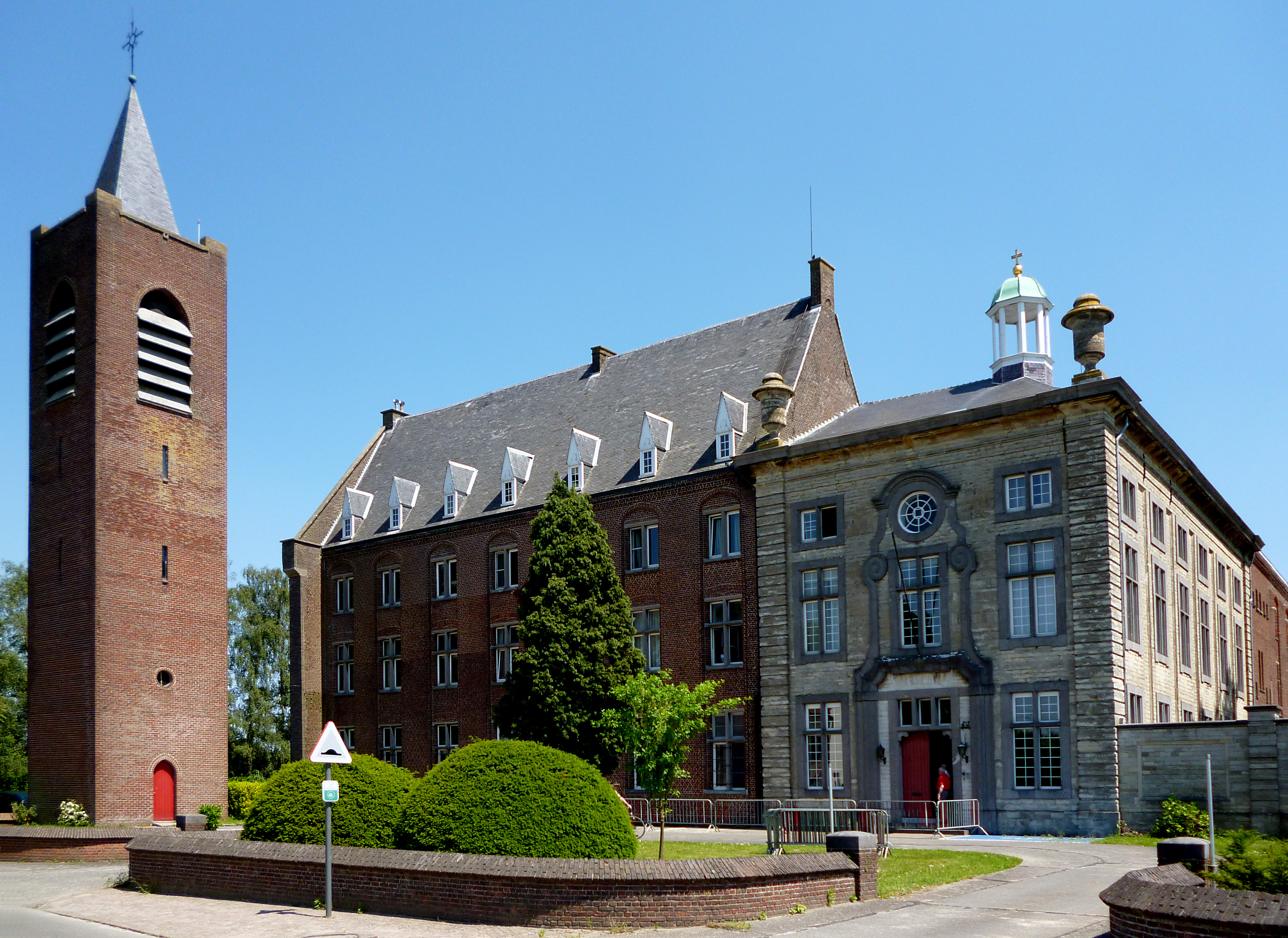
L'abbaye d'Affligem en 2012, située à Affligem dans la province du Brabant flamand.
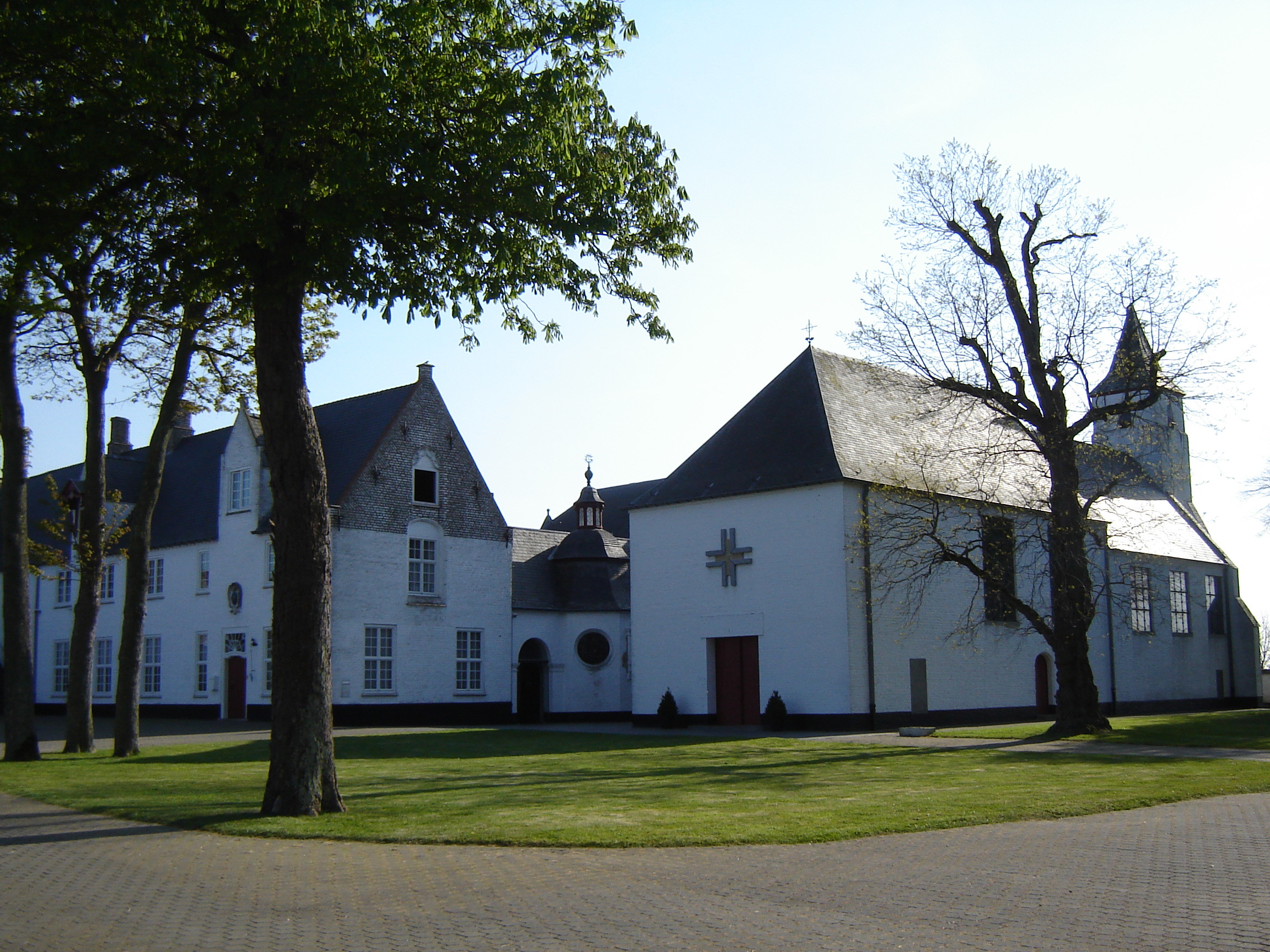
L'abbaye Sainte-Godelieve de Gistel avec son abbatiale en 2007, située à Gistel dans la province de Flandre-Occidentale.
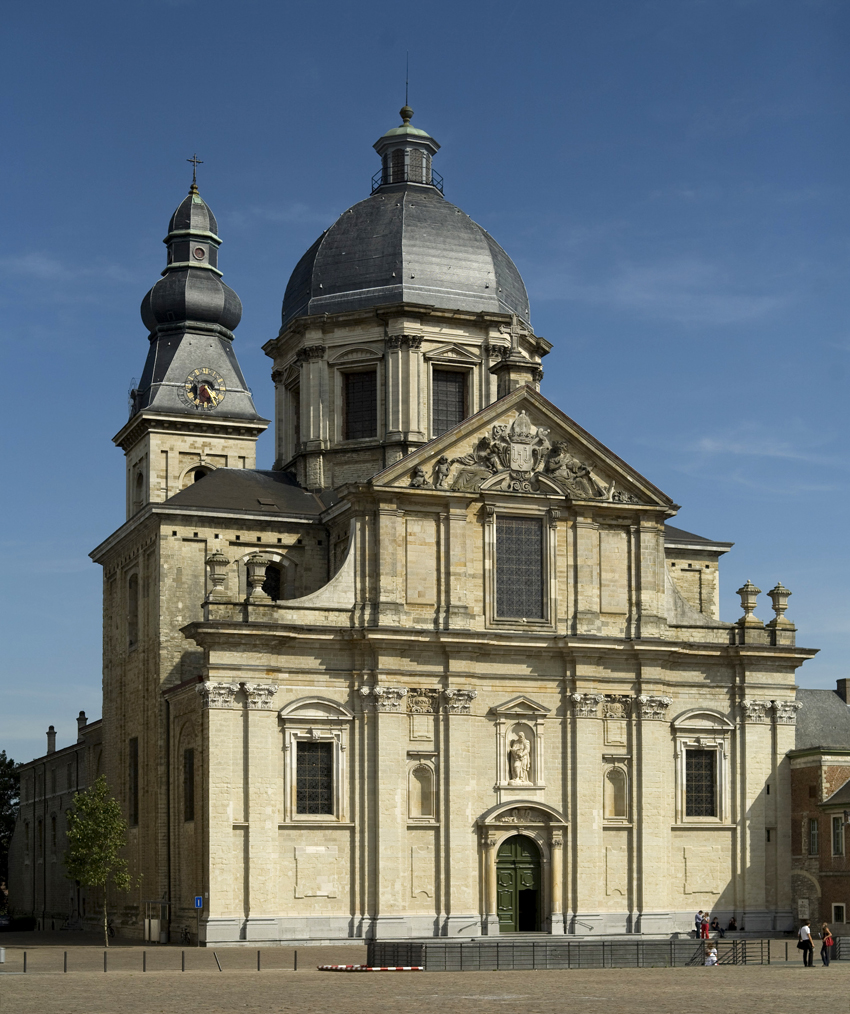
L'église de l'ancienne abbaye Saint-Pierre de Gand en 2009, située à Gand dans la province de Flandre-Orientale.
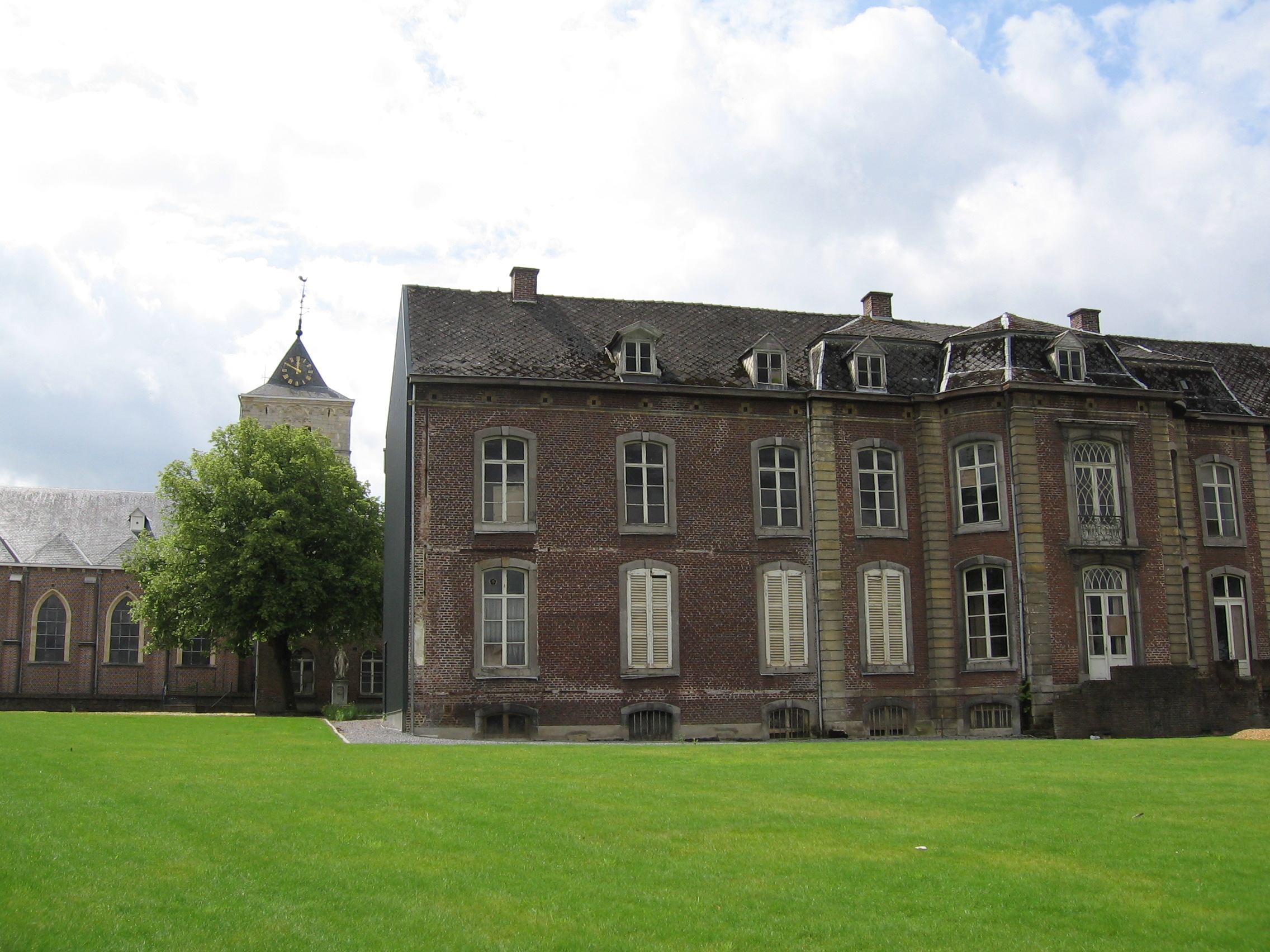
Le palais et la tour de l'abbatiale de l'ancienne abbaye de Munsterbilzen en 2012, située à Bilzen dans la province de Limbourg.
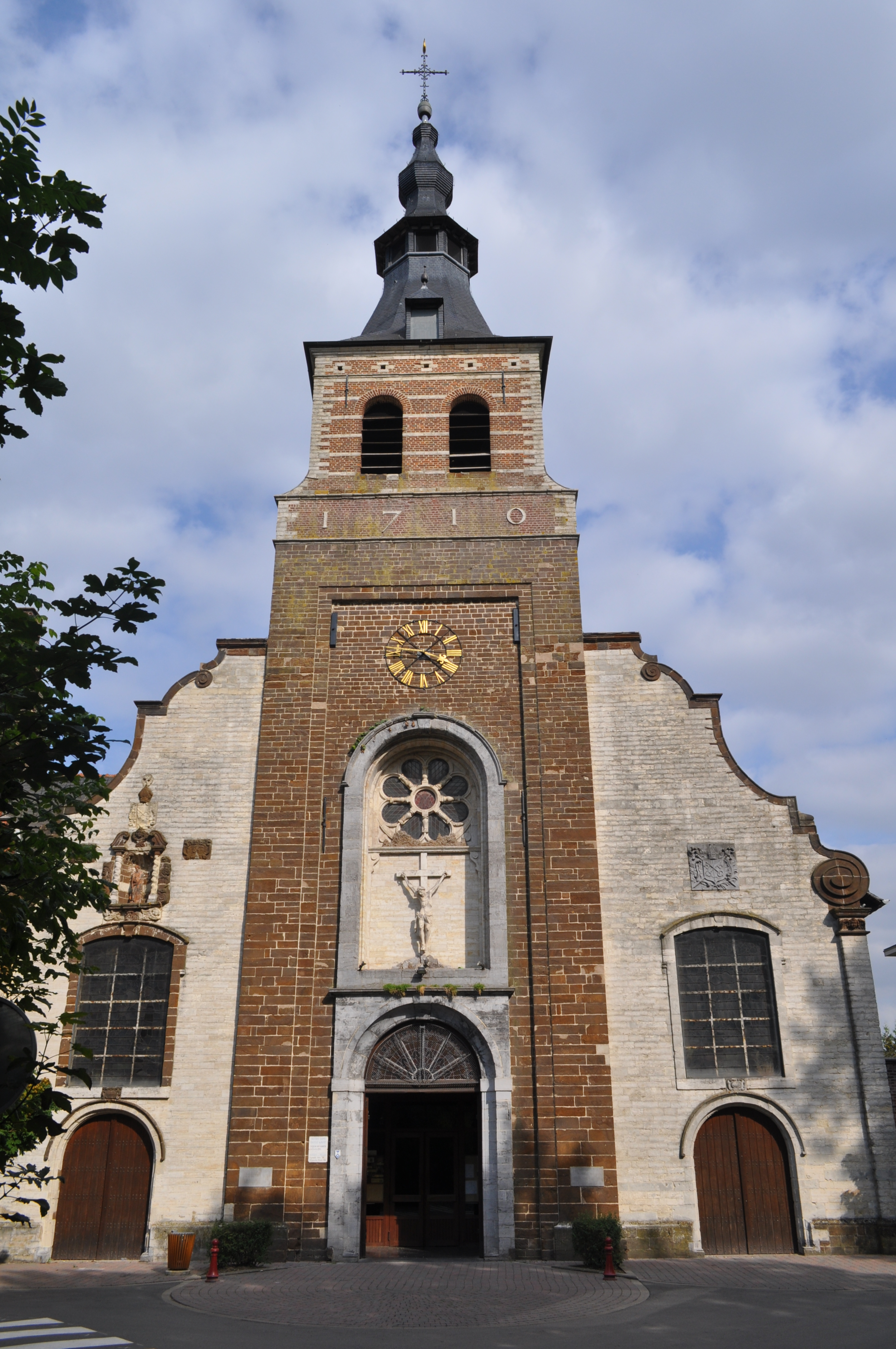
En 2012, la basilique autrefois prieuré de Basse-Wavre, située à Wavre dans la province du Brabant wallon.
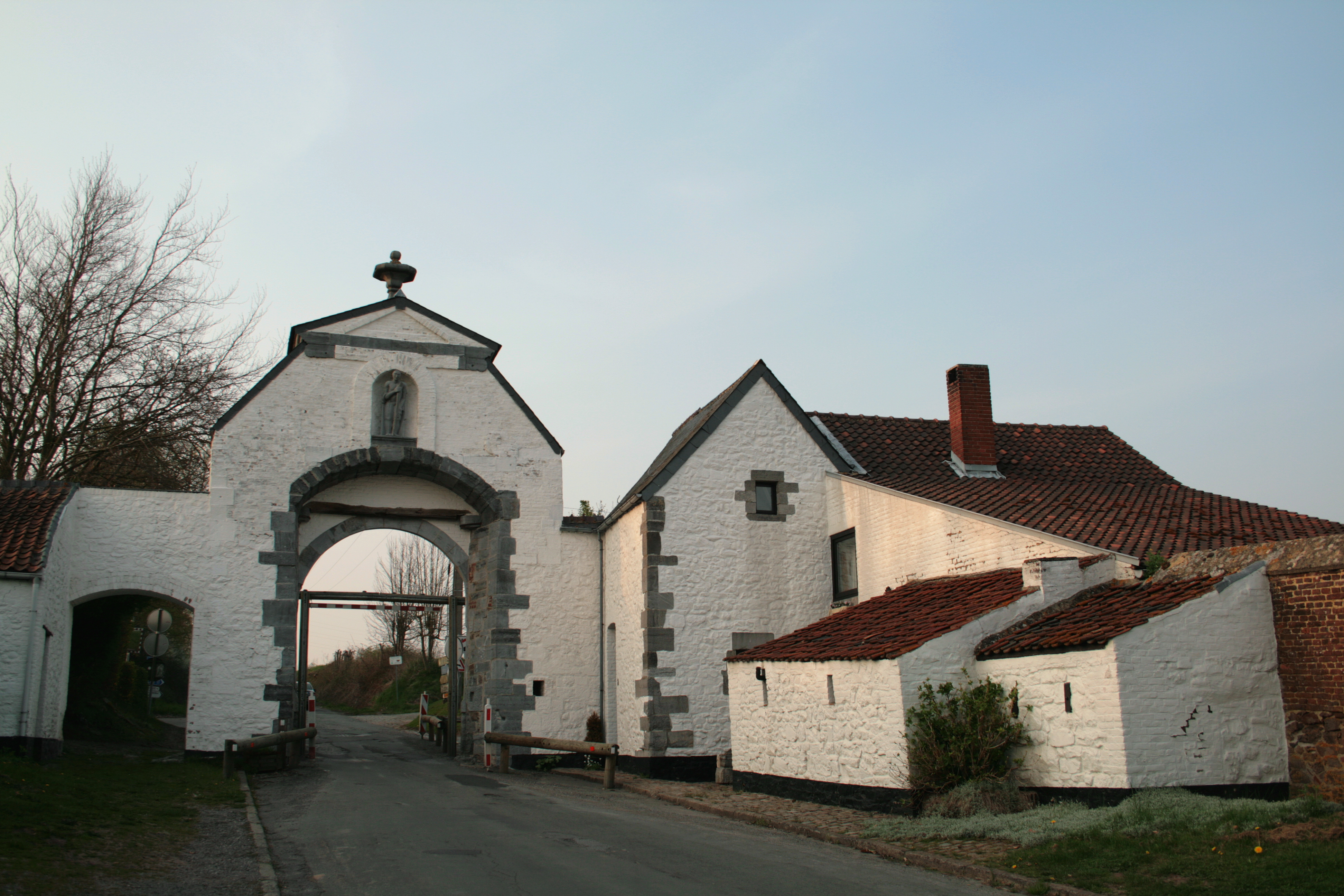
La porte d'enceinte de l'ancienne abbaye Saint-Pierre de Lobbes en 2009, située à Lobbes dans la province de Hainaut.
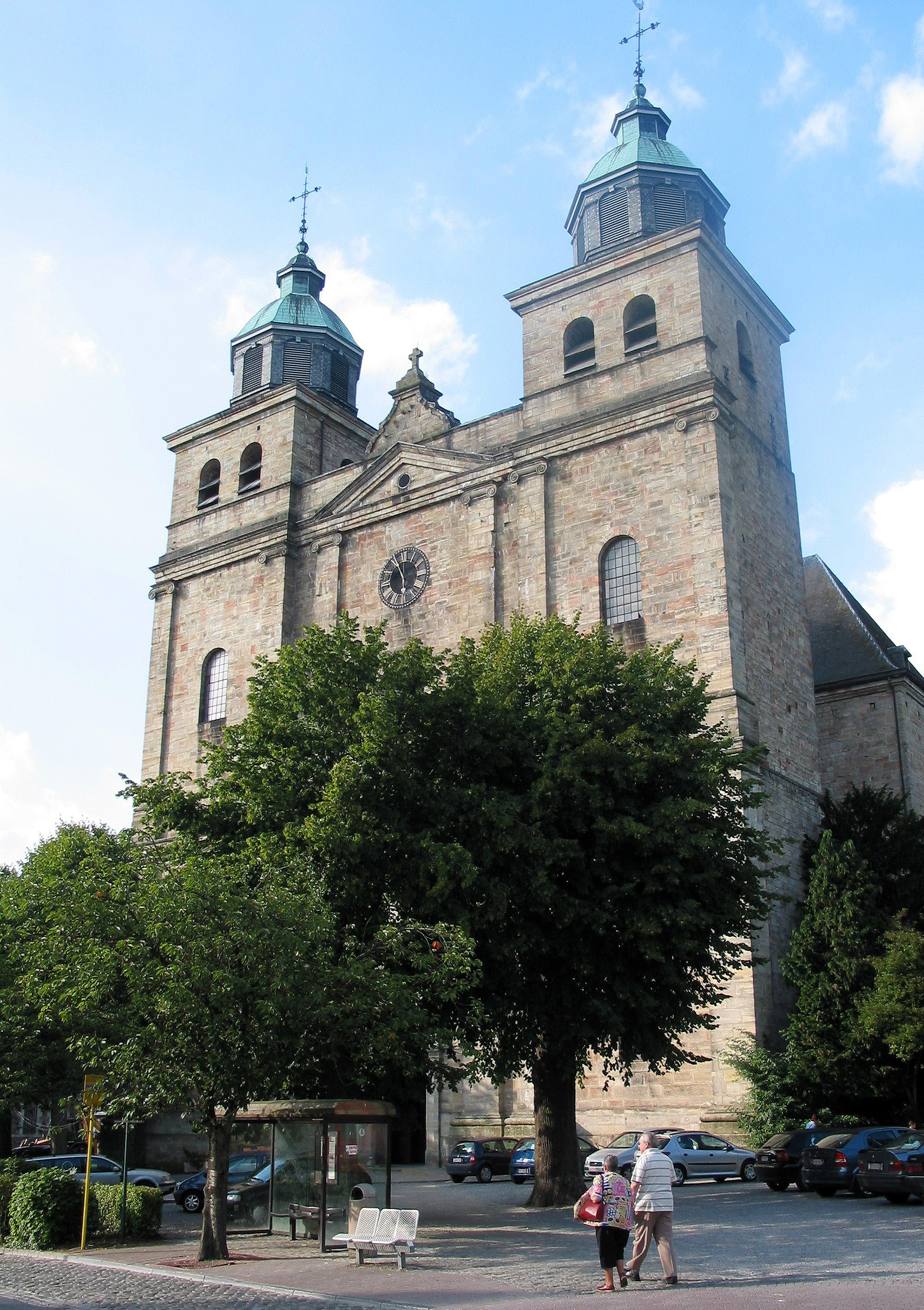
En 2005, la cathédrale qui fut l'abbatiale de l'ancienne abbaye de Malmedy, située à Malmedy dans la province de Liège.

#### Communautés de moniales bénédictines
- Abbaye Bethlehem (2820 Bonheiden) ;
- Abbaye de la Paix Notre-Dame (4000 Liège) ;
- Abbaye des Saints-Jean-et-Scholastique de Maredret (5537 Anhée) ;
- Abbaye de Kergonan (56340 Plouharnel) ;
- Monastère de l'Alliance (1330 Rixensart) ;
- Monastère Maria Mediatrix (3000 Leuven) ;
- Monastère Notre-Dame (5644 Ermeton-sur-Biert) ;
- Monastère Notre-Dame d'Hurtebise (6870 Saint-Hubert) ;
- Monastère de la Vigne (béguinage) (8000 Bruges) ;
- Prieuré Notre-Dame de Béthanie (8210 Loppem) ;
- Prieuré Notre-Dame de Paix (8930 Menen) ;
- Prieuré Regina Pacis de Schotenhof (2900 Schoten) ;
- Prieuré Saint-Joseph (bénédictines du Saint-Sacrement) (8880 Ledegem).

#### Communautés de moines bénédictins
- Abbaye d'Affligem (1790 Affligem) ;
- Abbaye Saint-André de Bruges (8200 Sint-Andries, Bruges) ;
- Abbaye Saint-Benoît de Maredsous (5537 Denée) ;
- Abbaye Saint-Pierre de Steenbrugge (8310 Assebroek) ;
- Abbaye des Saints-Pierre-et-Paul (9200 Dendermonde) ;
- Monastère de l'Exaltation de la Sainte Croix (5590 Chevetogne) ;
- Monastère Saint-André de Clerlande (1340 Ottignies) ;
- Monastère Saint-Remacle de Wavreumont (4970 Stavelot) ;
- Prieuré Marie-Médiatrice (congrégation Notre-Dame d'Espérance) (7050 Herchies) ;
- Abbaye de Maredsous (Namur).

### Canada
- Abbaye de Saint-Benoît-du-Lac (municipalité de Saint-Benoît-du-Lac, Québec (Canada) ;
- Abbaye Notre-Dame-de-la-Paix (municipalité de Joliette, Québec (Canada)[21] ;
- Abbaye de Westminster (Colombie britannique).

### Côte d'Ivoire
- Le monastère Sainte-Marie des Moines bénédictins, Bouaké.
- Le monastère de la Bonne nouvelle des Moniales bénédictines, Bouaké.

### États-Unis
- Abbaye Saint-Meinrad (Illinois) ;
- Abbaye Saint-Procope (Illinois) ;
- Archi-abbaye Saint-Vincent de Latrobe (Illinois), première abbaye bénédictine aux États-Unis et plus grande communauté bénédictine du monde (170 moines) ;
- Abbaye de Collegeville (Minnesota) ;
- Abbaye de Subiaco (Arkansas ;
- Abbaye de Mount Angel (Oregon) ;
- Abbaye de Mount Saviour (État de New York) ;
- Abbaye Marmion (Illinois) ;
- Abbaye de Blue Cloud (Dakota du Sud) ;
- Abbaye de Mount Michael (Nebraska) ;
- Abbaye Saint-André de Cleveland (Ohio) ;
- Abbaye d'Atchison (Kansas) ;
- Abbaye de Clear Creek (Oklahoma).

### France

#### Bénédictins
En France, quatre congrégations masculines sont présentes : la congrégation de Solesmes (ou « de France »), la congrégation de Subiaco, les bénédictins olivétains et la congrégation Notre-Dame d'Espérance.

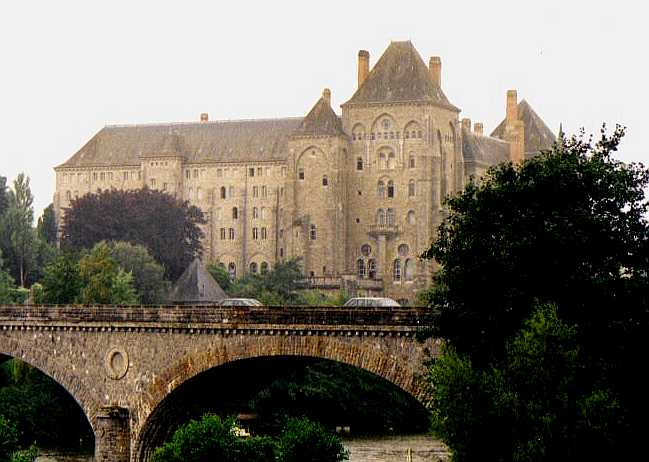
Abbaye de Solesmes.

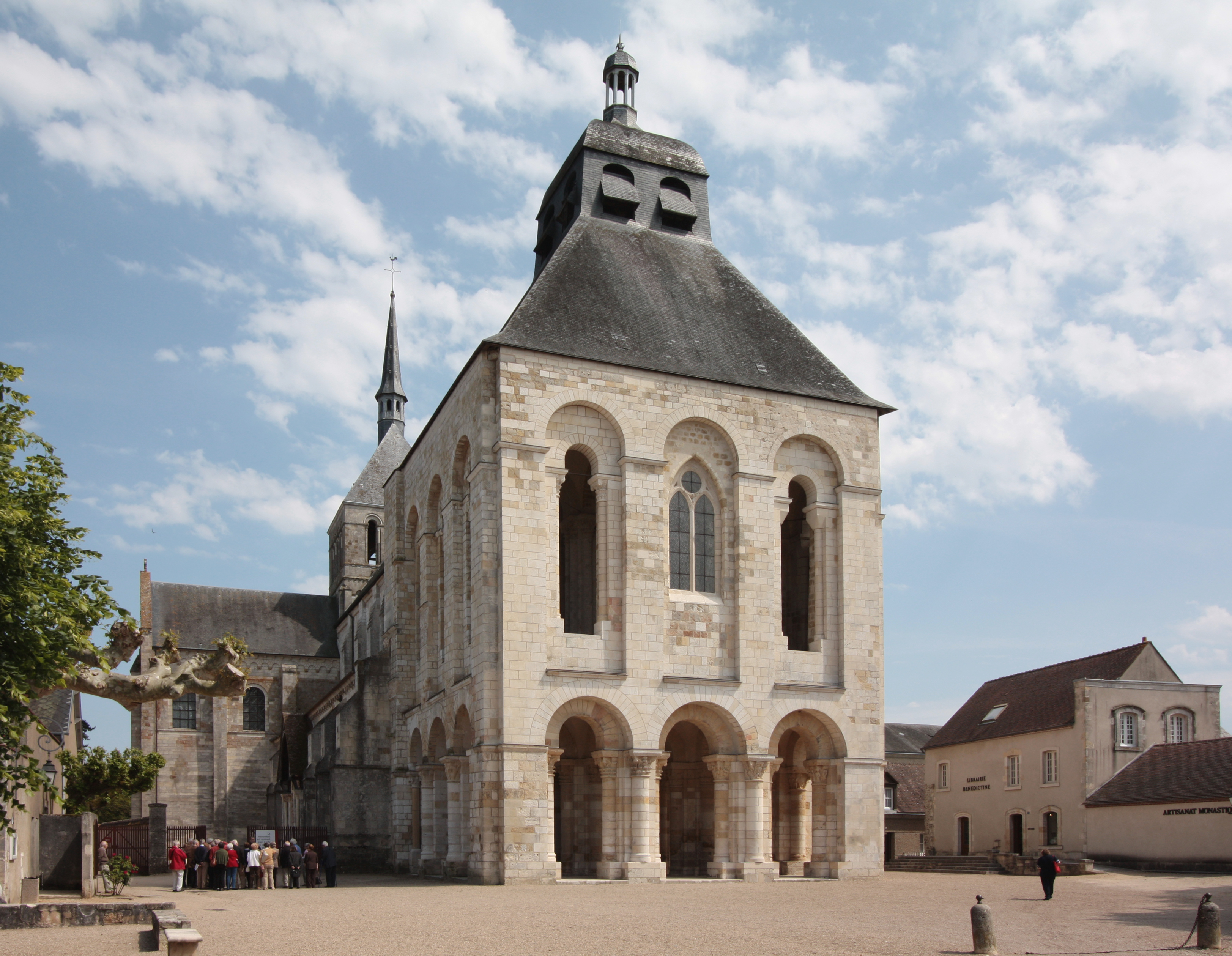
Église de Saint-Benoît-sur-Loire.

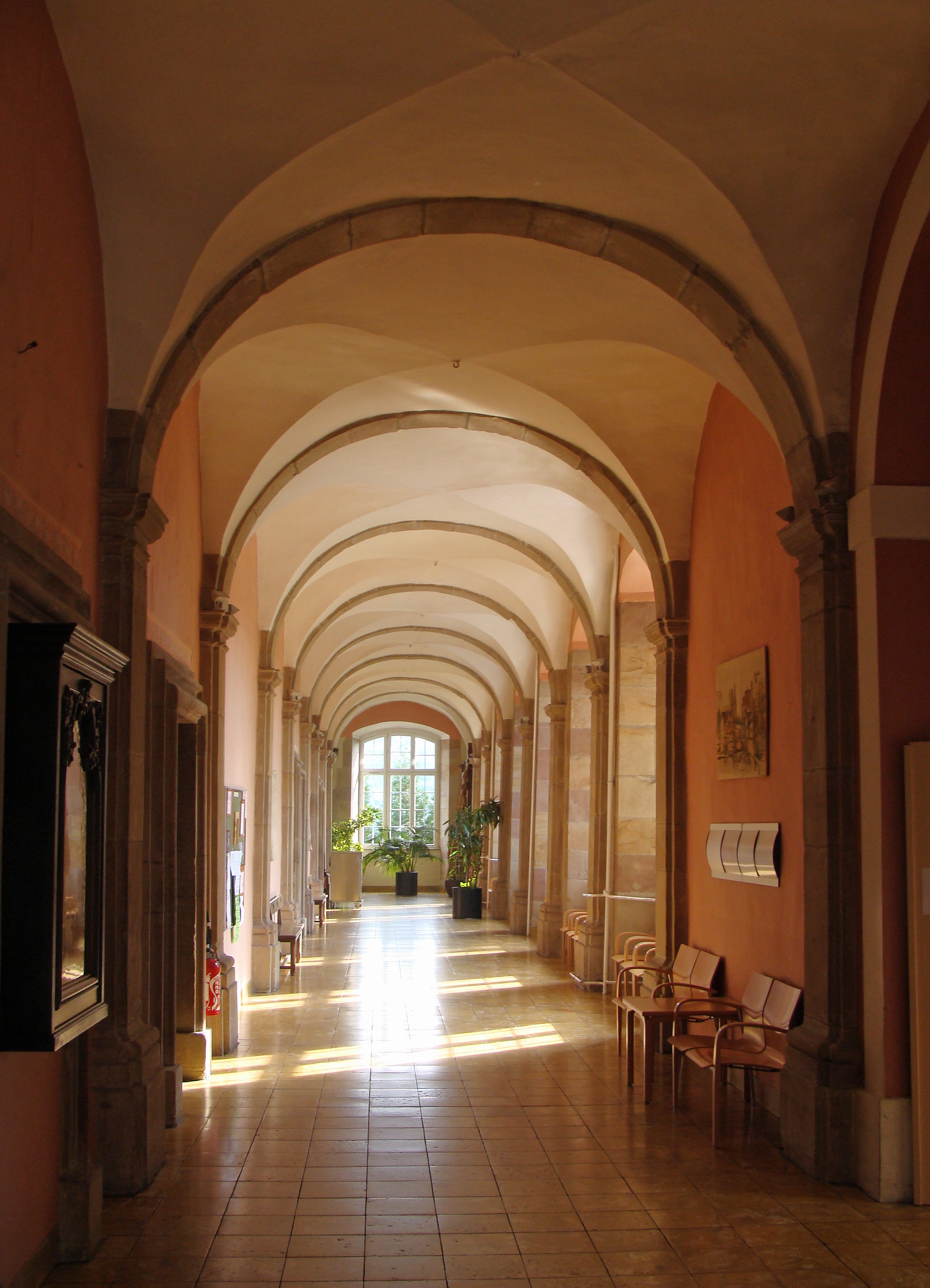
Vue du cloître de l'abbaye Saint-Martin-des-Glandières.

Abbaye Sainte-Croix de Bouzonville.

- Notre-Dame d'Aleth à Alet-les-Bains (Aude) ;
- L'abbaye Saint-Pierre de Montmajour à Arles (Bouches-du-Rhône)
- Abbaye Notre-Dame de Bellaigue à Virlet (Puy-de-Dôme) ;
- Abbaye Notre-Dame de Belloc à Urt (Pyrénées-Atlantiques) (Subiaco) ;
- Abbaye Saint-Pierre de Brantôme à Brantôme (Dordogne) ;
- Abbaye Saint-Benoit d'En Calcat (Tarn) (Subiaco) ;
- Abbaye de Coulombs à Coulombs (Eure-et-Loir) ;
- Abbaye de Fleury à Saint-Benoît-sur-Loire (Loiret) ou abbaye de Saint-Benoît-sur-Loire (Subiaco) ;
- Abbaye Sainte-Marie de Paris (Paris) (Solesmes) ;
- Abbaye Notre-Dame de Fontgombault (Indre) (Solesmes) ;
- Abbaye Notre-Dame de Gaussan à Bizanet (Aude) (Solesmes) ;
- Abbaye Notre-Dame de Ganagobie (Alpes-de-Haute-Provence) (Solesmes) ;
- Abbaye Saint-Guénolé de Landévennec (Finistère) (Subiaco) ;
- Abbaye de la Pierre-Qui-Vire (Yonne) (Subiaco) ;
- Abbaye Notre-Dame du Bec au Bec-Hellouin (Eure) (Mont-Olivet) ;
- Abbaye Saint-Magloire à Paris ;
- Abbaye Saint-Martin de Ligugé (Vienne) (Solesmes) ;
- Abbaye Saint-Paul de Wisques (Pas-de-Calais) (Solesmes puis Fontgombault) ;
- Abbaye Notre-Dame de Tournay (Hautes-Pyrénées) (Subiaco) ;
- Abbaye de Saint-Gilles (Gard) ;
- Abbaye de Saint-Wandrille (Seine-Maritime) (Solesmes) ;
- Abbaye Saint-Philibert de Noirmoutier (Vendée) ;
- Abbaye Saint-Pierre de Solesmes (Sarthe) (Solesmes) ;
- Abbaye Sainte-Madeleine du Barroux (Vaucluse) ;
- Abbaye Saint-Pierre d'Hautvillers (Marne) ;
- Abbaye Notre-Dame de Bellaigue (Puy-de-Dôme) ;
- Abbaye Saint-Joseph de Clairval à Flavigny-sur-Ozerain (Côte-d'Or) (abbaye autonome de droit diocésain) ;
- Abbaye Notre-Dame de Maylis (Landes) (Mont-Olivet) ;
- Abbaye Sainte-Anne de Kergonan, 56340 Plouharnel (Solesmes) ;
- Abbaye Notre-Dame de Randol (Puy-de-Dôme) (Solesmes) ;
- Abbaye Notre-Dame de Triors, 26750 Châtillon-Saint-Jean (Solesmes) ;
- Monastère Notre-Dame-de-la-Sainte-Espérance, 10190 Mesnil-Saint-Loup (olivétains) ;
- Abbaye Sainte-Marie de La Garde, 47270 Saint-Pierre-de-Clairac (issu, fin 2002, de l'abbaye du Barroux) ;
- Prieuré Saint-Benoît, 91450 Étiolles ;
- Abbaye de Saint-Sever (Landes) ;
- Abbaye de Saint-Sever-de-Rustan, 65140 Saint-Sever-de-Rustan ;
- Abbaye de Saint-Satur (Cher) ;
- Prieuré de Moidieu-Détourbe à Moidieu-Détourbe (Isère) ;
- Prieuré Notre-Dame d'Espérance de Croixrault, Croixrault 80290 (Somme), maison-mère et généralat de la congrégation Notre-Dame d'Espérance ;
- Prieuré Sainte-Claire (76880 Martigny, Seine-Maritime), congrégation Notre-Dame d'Espérance ;
- Prieuré Saint-Jean-Baptiste (24410 Échourgnac) (congrégation Notre-Dame d'Espérance) ;
- Prieuré Notre-Dame des Champs (Bouchaud, 13200 Arles) (noviciat de la congrégation Notre-Dame d'Espérance) ;
- Prieuré Saint-Benoît (95510 Cherence) (congrégation Notre-Dame d'Espérance) ;
- Prieuré Saint-François-de-Sales (74500 Evian), postulat et économat général de la congrégation Notre-Dame d'Espérance ;
- Prieuré Notre-Dame de Primecombe (30250 Fontanes) (congrégation Notre-Dame d'Espérance) ;
- Prieuré Sainte-Bernadette (64800 Montaut) (congrégation Notre-Dame d'Espérance) ;
- Prieuré Notre-Dame (08009 Montcy-Saint-Pierre, Charleville-Mézières) (congrégation Notre-Dame d'Espérance) ;
- Prieuré du Saint-Esprit (20225 Cateri, Corse) (congrégation Notre-Dame d'Espérance) ;
- Abbaye Notre-Dame de la Grainetière (85500 Les Herbiers) (congrégation Notre-Dame d'Espérance) ;
- Abbaye Saint-Vanne de Verdun (55 Verdun), vestiges ;
- Abbaye Saint-Martin-des-Glandières (57 Longeville-lès-Saint-Avold), ancienne abbaye transformée en centre de soins de suite ;
- Abbaye Sainte-Croix de Bouzonville (57 Bouzonville), ancienne abbaye transformée en maison de retraite ;
- Abbaye Saint-Nicolas de Blois, ancienne abbaye.

#### Bénédictines

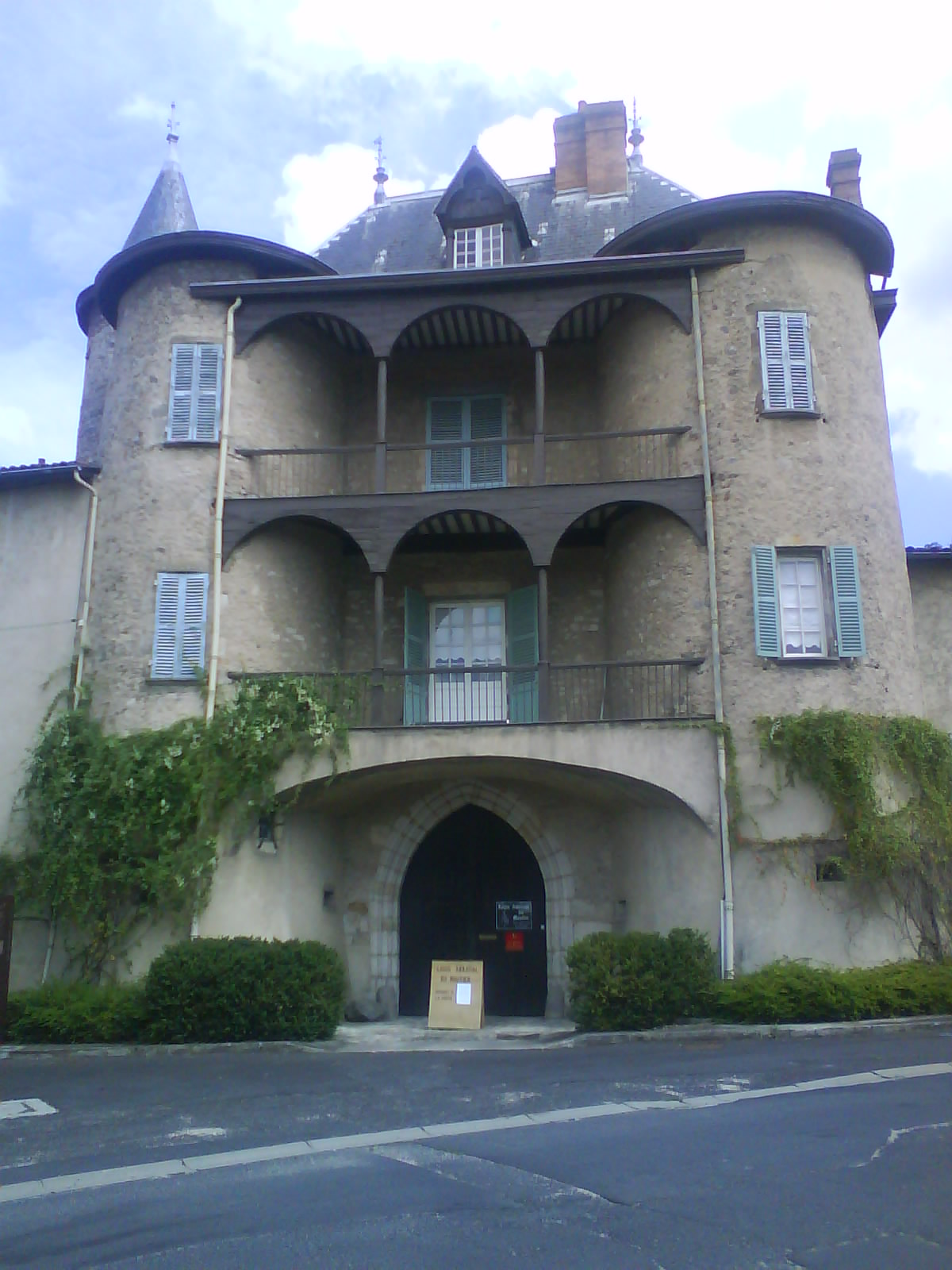
L'abbaye du Moutier à Thiers.

En France, plusieurs congrégations bénédictines féminines sont présentes : la congrégation de Solesmes, les bénédictines de Jésus crucifié, les bénédictines du Sacré-Cœur de Montmartre, la fédération du Cœur Immaculé de Marie (congrégation de Subiaco), les bénédictines de l'Adoration perpétuelle du Très-Saint-Sacrement, ainsi que des monastères hors congrégation.
- Abbaye Notre-Dame de Jouarre (Seine-et-Marne) ;
- Abbaye du Moutier à Thiers (Puy-de-Dôme) ;
- Abbaye Sainte-Marie de Maumont (Charente) ;
- Abbaye Notre-Dame de Saint-Eustase à Eyres-Moncubes (Landes) ;
- Abbaye Sainte-Scholastique de Dourgne (Tarn) (Subiaco) ;
- Abbaye Saint-Vincent de Chantelle (Allier) ;
- Abbaye Notre-Dame-de-l'Annonciation du Barroux (Vaucluse) (Subiaco) ;
- Abbaye Notre-Dame de Protection de Valognes (Manche) ;
- Abbaye Notre-Dame de Wisques (Pas-de-Calais) (Solesmes) ;
- Abbaye Notre-Dame du Pesquié, 09000 Foix ;
- Abbaye Notre-Dame-de-Fidélité de Jouques, 13490 Jouques ;
- Abbaye Notre-Dame de Toute Confiance, 63330 Virlet ;
- Abbaye Saint-Joseph et Saint-Pierre, 42630 Pradines ;
- Abbaye de Nyoiseau, 49500 Nyoiseau ;
- Abbaye du Sacré-Cœur d'Oriocourt, 57590 Delme (Solesmes) ;
- Abbaye Notre-Dame de Venière, 71700 Boyer (Subiaco) ;
- Abbaye Saint-Michel de Kergonan, 56340 Kergonan (Solesmes) ;
- Abbaye Notre-Dame d'Argentan, 61209 Argentan (Orne) ;
- Abbaye Sainte-Cécile de Solesmes, 72300 Solesmes ;
- Abbaye Saint-Joseph de la Rochette, 73330 Belmont Tramonet ;
- Abbaye Notre-Dame du Pré, 76540 Valmont ;
- Abbaye Notre-Dame et Saint-Pierre, 77515 Faremoutiers ;
- Abbaye Sainte-Croix de Poitiers, 86280 Saint-Benoît ;
- Abbaye Saint-Louis-du-Temple, 91430 Vauhallan ;
- Couvent des bénédictines du Calvaire, 49100 Angers ;
- Monastère Sainte-Françoise-Romaine à Le Bec-Hellouin (Eure) puis monastère Sainte-Françoise ;
- Monastère des Bénédictines du Saint-Sacrement de Rosheim (Bas-Rhin) ;
- Monastère des Bénédictines, 51220 Saint-Thierry, congrégation des bénédictines de Sainte-Bathilde de Vanves ;
- Monastère Notre-Dame de Bouzy-la-Forêt (Loiret) (bénédictines de Notre-Dame du Calvaire) ;
- Monastère Sainte-Scholastique, à Urt (Pyrénées-Atlantiques) (Subiaco) ;
- Monastère des Bénédictines du Saint-Sacrement, 20222 Erbalunga ;
- Monastère de la Miséricorde, 05150 Rosans ;
- Monastère de la Sainte Trinité, 14400 Bayeux ;
- Monastère Notre-Dame de Compassion, 49540 Martigné-Briand (congrégation des bénédictines de Sainte-Bathilde de Vanves) ;
- Monastère du Cœur très pur de Marie, 59200 Tourcoing ;
- Monastère La Paix Notre-Dame, 72500 Flée ;
- Monastère de l'Immaculée-Conception, 76000 Rouen ;
- Monastère de l'Annonciation, 79370 Prailles (bénédictines de Notre-Dame du Calvaire) ;
- Monastère Saint-Joseph, 77177, Brou-sur-Chantereine ;
- Prieuré de Béthanie (bénédictines du Sacré-Cœur de Montmartre), 78270 Blaru ;
- Prieuré Saint-Benoît (bénédictines du Sacré-Cœur de Montmartre), 3, cité du Sacré-Cœur, 75018 Paris ;
- Prieuré Sainte-Scholastique (maison-mère et noviciat) (bénédictines du Sacré-Cœur de Montmartre), 9, cité du Sacré-Cœur, 75018 Paris ;
- Prieuré de la basilique Notre-Dame-des-Victoires (bénédictines du Sacré-Cœur de Montmartre), 6, rue Notre-Dame des Victoires 75002 Paris ;
- Prieuré Saint-Martin (bénédictines du Sacré-Cœur de Montmartre), 7, rue Baleschoux, 37000 Tours ;
- Prieuré Sainte-Catherine de Sienne (bénédictines du Sacré-Cœur de Montmartre), hôtellerie de la Sainte-Baume, 83640 Plan-d'Aups ;
- Prieuré Notre-Dame de Laghet (bénédictines du Sacré-Cœur de Montmartre), sanctuaire Notre-Dame de Laghet, 06340 La Trinité ;
- Prieuré Marie-Joseph (bénédictines du Sacré-Cœur de Montmartre), sanctuaire d'Ars, 01480 Ars-sur-Formans ;
- Prieuré Notre-Dame de Marienthal (bénédictines du Sacré-Cœur de Montmartre), 1, place de la Basilique, 67500 Marienthal ;
- Prieuré Notre-Dame d'Orient, 12380 Laval-Roquecezière ;
- Prieuré de Couvrechef, rue de Mâlon, 14000 Caen ;
- Prieuré, 10190 Mesnil-Saint-Loup ;
- Prieuré Saint-Benoît, 25330 Nans-sous-Sainte-Anne ;
- Prieuré de Kerbénéat, 29400 Plouneventer (Subiaco) ;
- Prieuré Saint-Jacques, 50240 Saint-James ;
- Prieuré, rue de la Libération, 53400 Craon ;
- Prieuré Saint-Dodon, 59132 Moustier-en-Fagne ;
- Prieuré Saint-Joseph, 64110 Uzos ;
- Prieuré, rue G. Vilette, 77250 Écuelles ;
- Prieuré, 82600 Mas-Grenier ;
- Prieuré Clos Bethléem, 83500 La Seyne-sur-Mer. Ordre camaldule ;
- Prieuré La Font Saint-Joseph, 83570 Cotignac ;
- Prieuré Sainte-Bathilde, 92170 Vanves (congrégation des bénédictines de Sainte-Bathilde de Vanves) ;
- Monastère Sainte-Lioba, Bouches-du-Rhône, hameau provençal de bénédictins et bénédictines ;
- Prieuré Notre-Dame des Pauvres, 24110 Bourrou (associé à la congrégation Notre-Dame d'Espérance).

### Ghana
- Le monastère de Kristo-Buase, région de Brong Ahafo.

### Haïti
- Monastère du Morne Saint Benoît à 65 km au Nord de Port-au-Prince, fondé en 1981 par des moines de Landévennec.

### Hongrie
- Abbaye de Bakonybél
- Abbaye territoriale de Pannonhalma
- Abbaye de Tihany, au bord du lac Balaton
- Abbaye de Vérteskeresztúr

### Inde
- Monastère d'Asirvanam, à Bangalore.

### Irlande du Nord
- Monastère de la Sainte Croix, Rostrevor (Mont-Olivet). Fondé en 2004 par un moine originaire de Belfast et quatre venant de la communauté du Bec-Hellouin (Normandie).

### Israël
- Abbaye Sainte-Marie de la Résurrection d'Abu Gosh (Mont-Olivet) fondée à partir de frères et moniales de la communauté du Bec-Hellouin (Normandie) installés en 1976. (Domaine national français en Terre Sainte).

### Italie
- Abbaye Mater Ecclesiæ ;
- Abbaye du Mont-Cassin ;
- Abbaye de Subiaco.

### Luxembourg
- Abbaye Saint-Maurice-et-Saint-Maur, à Clervaux (grand-duché du Luxembourg).

### Portugal

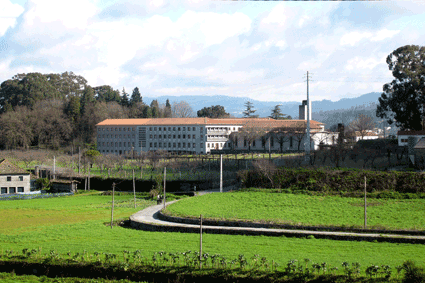
Monastère de Singeverga.

- Le monastère de Saint-Benoît de Singeverga, Santo Tirso.

### Royaume-Uni
- Abbaye d'Ampleforth ;
- Abbaye de Quarr (Quarr Abbey) située sur l'île de Wight en Angleterre (Solesmes) ;
- Abbaye Saint-Michel à Farnborough (Sud de l'Angleterre) fondée en 1881 par l'impératrice Eugénie ;
- Abbaye de Buckfast ;
- Adoratrices du Sacré-Cœur de Montmartre.

### Rwanda
- Maison St Benoit

### Sénégal

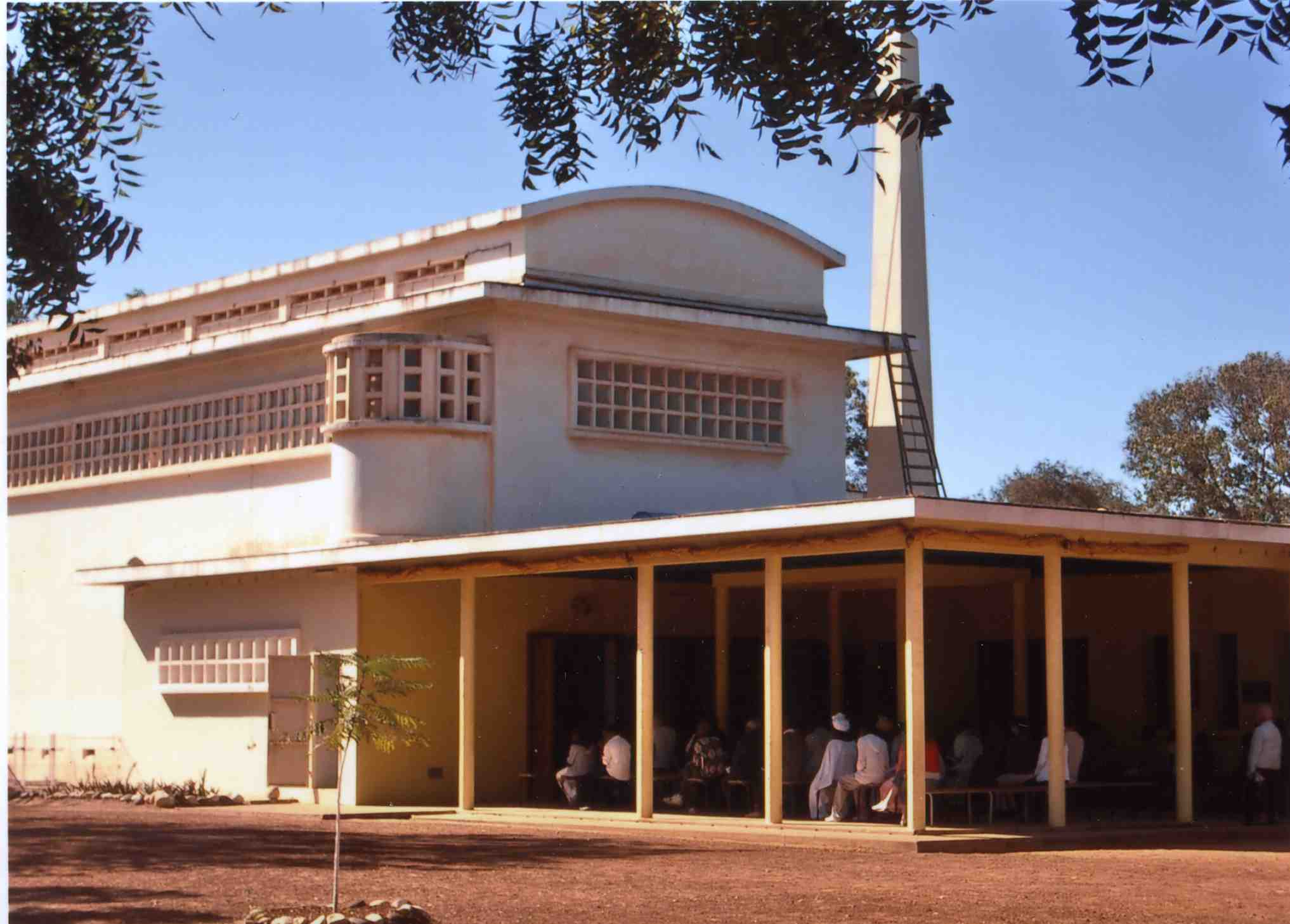
Abbaye de Keur Moussa (Sénégal).

- Abbaye de Keur Moussa à 50 km de Dakar, inaugurée en 1963. Dom Philippe Champetier de Ribes (décédé à 86 ans le 17 décembre 2006), polytechnicien et officier d'artillerie, entré à 23 ans à l'abbaye de Solesme (Sarthe) dont il devint prieur, est désigné en 1960 comme responsable de la fondation de Solesmes au Sénégal. Il part avec huit autres moines français. Le monastère est construit sur un terrain offert par l'archevêché de Dakar. Il avait démissionné de sa charge d'abbé en 2000, remplacé par le P. Ange-Marie Niouky, Sénégalais, à la tête d'une quarantaine de moines dont six Français.

### Suisse

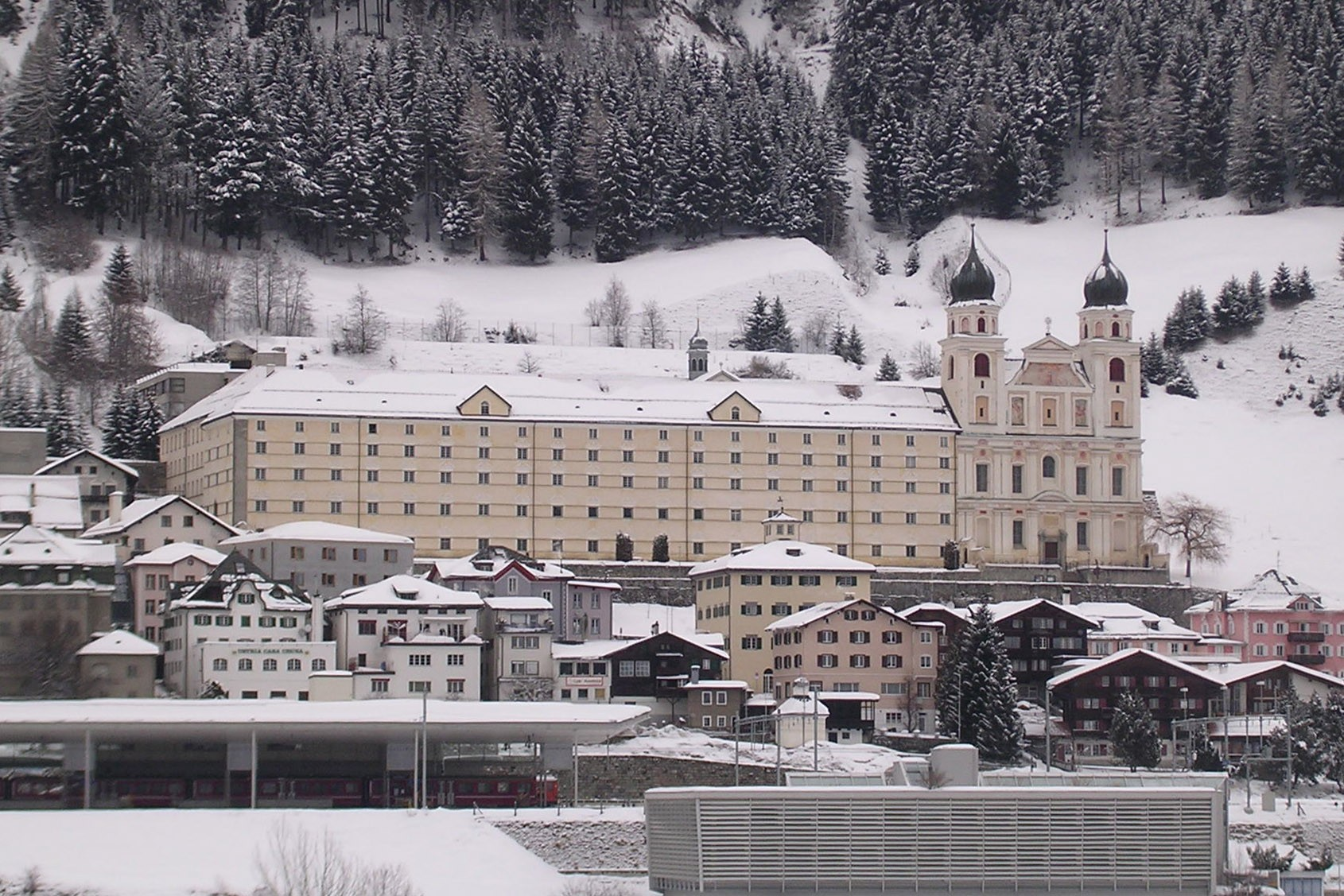
Abbaye de Disentis (canton des Grisons).

La plupart des abbayes bénédictines appartient à la congrégation bénédictine de Suisse :
- Abbaye de Disentis ;
- Abbaye territoriale d'Einsiedeln ;
- Abbaye d'Engelberg ;
- Prieuré de Fischingen ;
- Abbaye de Notre-Dame-de-la-Pierre.

### Tchéquie
Le cloître d’Emmaüs à Prague s'est longtemps distingué pour célébrer la liturgie, non en latin mais en vieux slave.

## Bénédictins célèbres

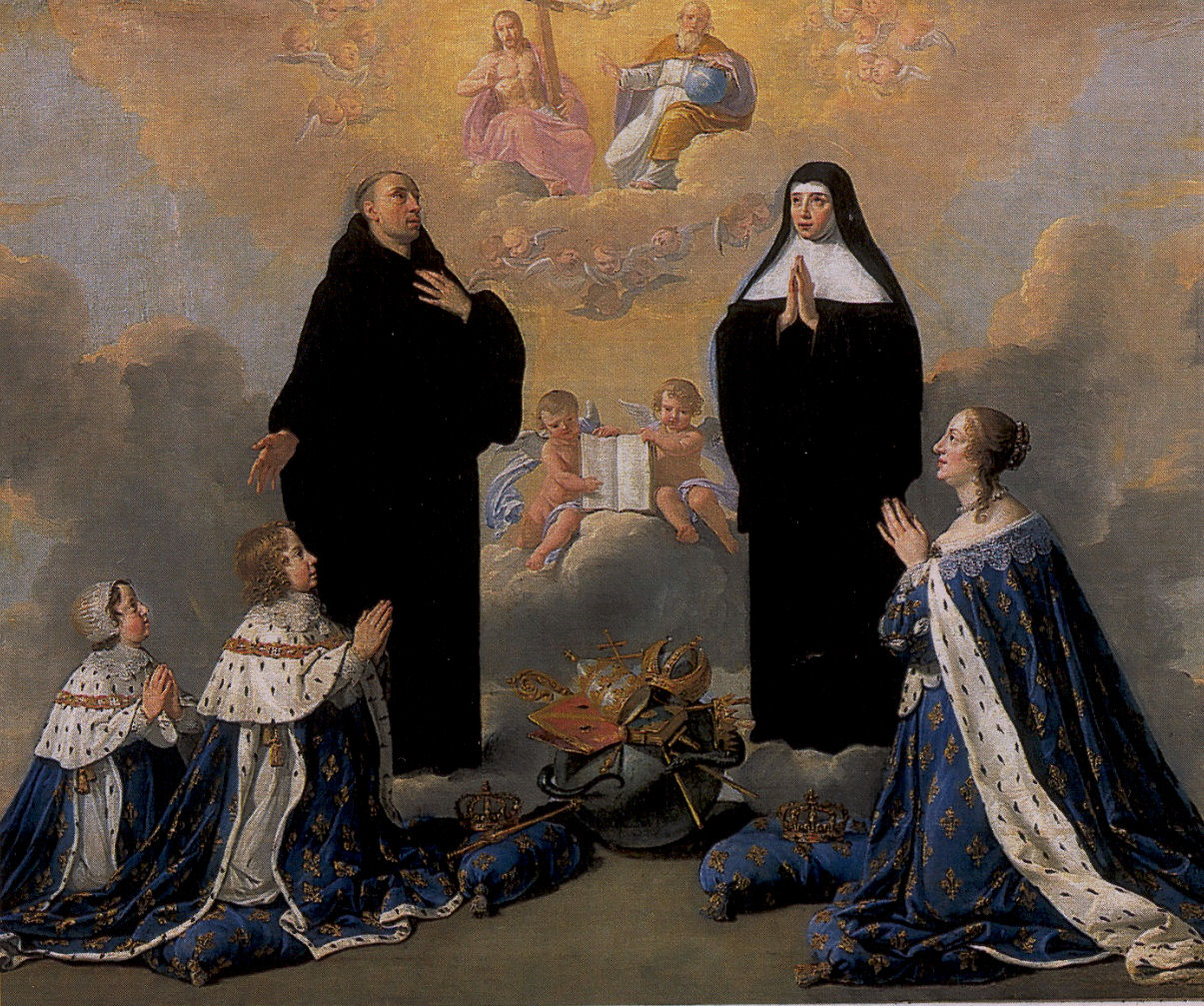
Anne d'Autriche et ses fils priant saint Benoît et sainte Scholastique (Philippe de Champaigne).

- L'auteur de la règle et fondateur du Mont-Cassin : saint Benoît de Nursie († 547) et sa sœur sainte Scolastique, fondatrice de la branche féminine.
- Grégoire VII, Victor III, Urbain II, Clément VI, Pie VII, papes.
- Saint Augustin de Cantorbéry († 604).
- Saint Adrien de Cantorbéry († 710).
- Saint Bède le Vénérable († 735).
- Saint Benoît d'Aniane († 821).
- À partir du Xe siècle, les grands abbés de Cluny : Odon, Maïeul, Odilon,      Hugues de Semur.
- Saint Pierre Damien († 1072).
- Bienheureux Lanfranc († 1089), moine du Bec, puis archevêque de Cantorbéry.
- Saint Anselme de Cantorbéry, théologien, moine du Bec, puis archevêque de Cantorbéry († 1109).
- Jean de La Grange († 1402), cardinal et conseiller de Charles V et de Grégoire XI.
- François Rabelais († 1553), écrivain.
- Luc d'Achery, dom Humbert Belhomme, Dom Calmet, Robert Guérard, Jean Mabillon, Bernard de Montfaucon, René Prosper Tassin, érudits et historiens français des XVIIe et XVIIIe siècles.
- Dom Pérignon († 1715), inventeur du champagne.
- Dom Ruinart (1657-1709), savant et disciple du précédent.
- Dom Guéranger (1805-1875) et Dom Pothier (1835-1923), initiateurs de la restauration du chant grégorien (1875).
- Abbé de Bevy (1738-1830).
- Pie VII (1742-1823), 251e pape de l'Église catholique (1800-1823).
- Dom Boniface Wimmer (1809-1887), fondateur des bénédictins aux États-Unis.
- Le bienheureux Dom Marmion (1858-1923), abbé de Maredsous.
- Dom Lambert Beauduin (1873-1960), un des pères du mouvement liturgique et fondateur de l'abbaye de Chevetogne.
- Cardinal Basil Hume (1923-1999), moine et abbé d'Ampleforth, archevêque de Westminster (Londres).
- Robert Le Gall (né en 1946), moine puis abbé de Sainte-Anne de Kergonan, puis évêque de Mende, puis archevêque de Toulouse.

## Bénédictines célèbres
- sœur sainte Scolastique, fondatrice de la branche féminine des Bénédictines.
- Sainte Hildegarde de Bingen († 1179), abbesse, visionnaire, mystique, Docteur de l'Église.
- Sœur Pauline Rose de Sainte Thérèse († 1765), mère supérieure du couvent des Bénédictines du Calvaire de Nantes.

### Note
1. ↑  En référence aux trois vœux monastiques prononcés par les Bénédictins : un vœu de stabilité, un vœu de conversion des mœurs et un vœu d'obéissance.
2. ↑  « L’expression « Ora et labora » (« prie et travaille »), qui n’est pas dans la règle, a faussé en quelque sorte la compréhension de cette dernière puisqu’elle distingue deux éléments qui ne forment qu’un tout et une unique perspective quotidienne : le moine doit prier continuellement soit seul, soit en communauté, soit avec des textes spécifiques (textes bibliques organisés dans le cadre de l’office divin) qu’il récite ou médite, soit en écrivant ou en exprimant sa prière par toute autre manière, artistique et artisanale par exemple, mais aussi lorsqu’il travaille de ses mains pour permettre au monastère de vivre, ou qu’il accomplit les tâches ménagères nécessaires au fonctionnement de la communauté (service de la cuisine, du réfectoire, laverie, etc.) ». Cf Daniel-Odon Hurel, Les Bénédictins, Robert Laffont, 2020, p. 8.
3. ↑  « À la chute de Napoléon Ier (1815), il ne restait qu’une trentaine de monastères bénédictins sur les 1 500 répartis à travers l’Europe au milieu du XVIIIe siècle, soit quelques centaines de moines. En 1850, ils étaient environ 1 600, et près de 6 000 en 1900 ». Cf. Bernard Hours, Histoire des ordres religieux, Presses universitaires de France, 2018, p. 92.